# Llista d'asteroides (235001-236000)
Llista d'asteroides del 235.001 al 236.000, amb data de descoberta i descobridor. És un fragment de la llista d'asteroides completa. Als asteroides se'ls dona un número quan es confirma la seva òrbita, per tant apareixen llistats aproximadament segons la data de descobriment.

## 235001-235100
| Nom    | Designació provisional | Data de descobriment | Lloc de descobriment | Descobridor/s      |
| ------ | ---------------------- | -------------------- | -------------------- | ------------------ |
| 235001 | 2003 BT83              | 31 de gener de 2003  | Socorro              | LINEAR             |
| 235002 | 2003 BK87              | 26 de gener de 2003  | Anderson Mesa        | LONEOS             |
| 235003 | 2003 CL7               | 1 de febrer de 2003  | Socorro              | LINEAR             |
| 235004 | 2003 CJ12              | 2 de febrer de 2003  | Palomar              | NEAT               |
| 235005 | 2003 CW17              | 7 de febrer de 2003  | Palomar              | NEAT               |
| 235006 | 2003 CX25              | 12 de febrer de 2003 | Haleakala            | NEAT               |
| 235007 | 2003 DD8               | 22 de febrer de 2003 | Palomar              | NEAT               |
| 235008 | 2003 DQ9               | 25 de febrer de 2003 | Campo Imperatore     | CINEOS             |
| 235009 | 2003 DB12              | 25 de febrer de 2003 | Campo Imperatore     | CINEOS             |
| 235010 | 2003 DV13              | 25 de febrer de 2003 | Haleakala            | NEAT               |
| 235011 | 2003 DR21              | 23 de febrer de 2003 | Anderson Mesa        | LONEOS             |
| 235012 | 2003 EZ2               | 6 de març de 2003    | Socorro              | LINEAR             |
| 235013 | 2003 EM4               | 6 de març de 2003    | Desert Eagle         | W. K. Y. Yeung     |
| 235014 | 2003 ES4               | 4 de març de 2003    | St. Veran            | St. Veran          |
| 235015 | 2003 EC11              | 6 de març de 2003    | Socorro              | LINEAR             |
| 235016 | 2003 EC18              | 6 de març de 2003    | Anderson Mesa        | LONEOS             |
| 235017 | 2003 EY19              | 6 de març de 2003    | Anderson Mesa        | LONEOS             |
| 235018 | 2003 EE26              | 6 de març de 2003    | Socorro              | LINEAR             |
| 235019 | 2003 EF26              | 6 de març de 2003    | Socorro              | LINEAR             |
| 235020 | 2003 EF31              | 6 de març de 2003    | Palomar              | NEAT               |
| 235021 | 2003 EM32              | 7 de març de 2003    | Anderson Mesa        | LONEOS             |
| 235022 | 2003 EM44              | 7 de març de 2003    | Socorro              | LINEAR             |
| 235023 | 2003 EG49              | 10 de març de 2003   | Anderson Mesa        | LONEOS             |
| 235024 | 2003 EM49              | 10 de març de 2003   | Anderson Mesa        | LONEOS             |
| 235025 | 2003 EJ57              | 9 de març de 2003    | Anderson Mesa        | LONEOS             |
| 235026 | 2003 FC2               | 23 de març de 2003   | Drebach              | Drebach            |
| 235027 | 2003 FH2               | 23 de març de 2003   | Vicques              | M. Ory             |
| 235028 | 2003 FA6               | 26 de març de 2003   | Campo Imperatore     | CINEOS             |
| 235029 | 2003 FC6               | 26 de març de 2003   | Campo Imperatore     | CINEOS             |
| 235030 | 2003 FO6               | 26 de març de 2003   | Klet                 | M. Tichy, M. Kocer |
| 235031 | 2003 FW11              | 23 de març de 2003   | Kitt Peak            | Spacewatch         |
| 235032 | 2003 FH14              | 23 de març de 2003   | Kitt Peak            | Spacewatch         |
| 235033 | 2003 FT15              | 23 de març de 2003   | Kitt Peak            | Spacewatch         |
| 235034 | 2003 FX17              | 24 de març de 2003   | Kitt Peak            | Spacewatch         |
| 235035 | 2003 FU19              | 30 de març de 2003   | Socorro              | LINEAR             |
| 235036 | 2003 FH28              | 24 de març de 2003   | Haleakala            | NEAT               |
| 235037 | 2003 FD36              | 23 de març de 2003   | Kitt Peak            | Spacewatch         |
| 235038 | 2003 FS36              | 23 de març de 2003   | Kitt Peak            | Spacewatch         |
| 235039 | 2003 FN40              | 25 de març de 2003   | Palomar              | NEAT               |
| 235040 | 2003 FV47              | 24 de març de 2003   | Kitt Peak            | Spacewatch         |
| 235041 | 2003 FA55              | 25 de març de 2003   | Haleakala            | NEAT               |
| 235042 | 2003 FS56              | 26 de març de 2003   | Palomar              | NEAT               |
| 235043 | 2003 FH57              | 26 de març de 2003   | Palomar              | NEAT               |
| 235044 | 2003 FK59              | 26 de març de 2003   | Palomar              | NEAT               |
| 235045 | 2003 FU62              | 26 de març de 2003   | Palomar              | NEAT               |
| 235046 | 2003 FG67              | 26 de març de 2003   | Palomar              | NEAT               |
| 235047 | 2003 FS67              | 26 de març de 2003   | Palomar              | NEAT               |
| 235048 | 2003 FF69              | 26 de març de 2003   | Palomar              | NEAT               |
| 235049 | 2003 FU69              | 26 de març de 2003   | Palomar              | NEAT               |
| 235050 | 2003 FA70              | 26 de març de 2003   | Kitt Peak            | Spacewatch         |
| 235051 | 2003 FW70              | 26 de març de 2003   | Kitt Peak            | Spacewatch         |
| 235052 | 2003 FJ72              | 26 de març de 2003   | Palomar              | NEAT               |
| 235053 | 2003 FM72              | 26 de març de 2003   | Palomar              | NEAT               |
| 235054 | 2003 FV74              | 26 de març de 2003   | Palomar              | NEAT               |
| 235055 | 2003 FF75              | 26 de març de 2003   | Campo Imperatore     | CINEOS             |
| 235056 | 2003 FU75              | 27 de març de 2003   | Palomar              | NEAT               |
| 235057 | 2003 FU77              | 27 de març de 2003   | Palomar              | NEAT               |
| 235058 | 2003 FX98              | 30 de març de 2003   | Socorro              | LINEAR             |
| 235059 | 2003 FF99              | 30 de març de 2003   | Socorro              | LINEAR             |
| 235060 | 2003 FL101             | 31 de març de 2003   | Socorro              | LINEAR             |
| 235061 | 2003 FL104             | 25 de març de 2003   | Haleakala            | NEAT               |
| 235062 | 2003 FX108             | 31 de març de 2003   | Socorro              | LINEAR             |
| 235063 | 2003 FR116             | 23 de març de 2003   | Kitt Peak            | Spacewatch         |
| 235064 | 2003 FJ118             | 25 de març de 2003   | Haleakala            | NEAT               |
| 235065 | 2003 FX118             | 26 de març de 2003   | Anderson Mesa        | LONEOS             |
| 235066 | 2003 FU130             | 29 de març de 2003   | Anderson Mesa        | LONEOS             |
| 235067 | 2003 FN131             | 27 de març de 2003   | Palomar              | NEAT               |
| 235068 | 2003 GF1               | 1 d'abril de 2003    | Socorro              | LINEAR             |
| 235069 | 2003 GF12              | 1 d'abril de 2003    | Socorro              | LINEAR             |
| 235070 | 2003 GU13              | 4 d'abril de 2003    | Kitt Peak            | Spacewatch         |
| 235071 | 2003 GK14              | 1 d'abril de 2003    | Socorro              | LINEAR             |
| 235072 | 2003 GJ16              | 2 d'abril de 2003    | Haleakala            | NEAT               |
| 235073 | 2003 GS23              | 5 d'abril de 2003    | Kitt Peak            | Spacewatch         |
| 235074 | 2003 GU28              | 8 d'abril de 2003    | Haleakala            | NEAT               |
| 235075 | 2003 GF29              | 5 d'abril de 2003    | Haleakala            | NEAT               |
| 235076 | 2003 GJ32              | 8 d'abril de 2003    | Socorro              | LINEAR             |
| 235077 | 2003 GG35              | 4 d'abril de 2003    | Kitt Peak            | Spacewatch         |
| 235078 | 2003 GG47              | 7 d'abril de 2003    | Kitt Peak            | Spacewatch         |
| 235079 | 2003 GT50              | 8 d'abril de 2003    | Haleakala            | NEAT               |
| 235080 | 2003 GS51              | 1 d'abril de 2003    | Kitt Peak            | M. W. Buie         |
| 235081 | 2003 GJ52              | 1 d'abril de 2003    | Kitt Peak            | M. W. Buie         |
| 235082 | 2003 GC56              | 9 d'abril de 2003    | Kitt Peak            | Spacewatch         |
| 235083 | 2003 HM3               | 24 d'abril de 2003   | Anderson Mesa        | LONEOS             |
| 235084 | 2003 HL5               | 24 d'abril de 2003   | Kitt Peak            | Spacewatch         |
| 235085 | 2003 HM11              | 23 d'abril de 2003   | Campo Imperatore     | CINEOS             |
| 235086 | 2003 HW11              | 25 d'abril de 2003   | Anderson Mesa        | LONEOS             |
| 235087 | 2003 HX13              | 25 d'abril de 2003   | Campo Imperatore     | CINEOS             |
| 235088 | 2003 HD22              | 27 d'abril de 2003   | Anderson Mesa        | LONEOS             |
| 235089 | 2003 HG29              | 28 d'abril de 2003   | Kitt Peak            | Spacewatch         |
| 235090 | 2003 HG39              | 29 d'abril de 2003   | Socorro              | LINEAR             |
| 235091 | 2003 HC46              | 28 d'abril de 2003   | Kitt Peak            | Spacewatch         |
| 235092 | 2003 HA58              | 25 d'abril de 2003   | Anderson Mesa        | LONEOS             |
| 235093 | 2003 JA7               | 1 de maig de 2003    | Socorro              | LINEAR             |
| 235094 | 2003 JU7               | 2 de maig de 2003    | Socorro              | LINEAR             |
| 235095 | 2003 JB8               | 2 de maig de 2003    | Socorro              | LINEAR             |
| 235096 | 2003 JT11              | 2 de maig de 2003    | Socorro              | LINEAR             |
| 235097 | 2003 KO5               | 22 de maig de 2003   | Kitt Peak            | Spacewatch         |
| 235098 | 2003 KM7               | 24 de maig de 2003   | Kitt Peak            | Spacewatch         |
| 235099 | 2003 KH18              | 29 de maig de 2003   | Socorro              | LINEAR             |
| 235100 | 2003 KH35              | 30 de maig de 2003   | Cerro Tololo         | M. W. Buie         |

## 235101-235200
| Nom    | Designació provisional | Data de descobriment   | Lloc de descobriment | Descobridor/s |
| ------ | ---------------------- | ---------------------- | -------------------- | ------------- |
| 235101 | 2003 LK3               | 4 de juny de 2003      | Kitt Peak            | Spacewatch    |
| 235102 | 2003 LO9               | 1 de juny de 2003      | Kitt Peak            | Spacewatch    |
| 235103 | 2003 MQ1               | 23 de juny de 2003     | Socorro              | LINEAR        |
| 235104 | 2003 MH8               | 28 de juny de 2003     | Socorro              | LINEAR        |
| 235105 | 2003 NW4               | 4 de juliol de 2003    | Reedy Creek          | J. Broughton  |
| 235106 | 2003 ON5               | 22 de juliol de 2003   | Haleakala            | NEAT          |
| 235107 | 2003 OF14              | 21 de juliol de 2003   | Palomar              | NEAT          |
| 235108 | 2003 OO19              | 30 de juliol de 2003   | Haleakala            | NEAT          |
| 235109 | 2003 OB24              | 24 de juliol de 2003   | Palomar              | NEAT          |
| 235110 | 2003 OG26              | 24 de juliol de 2003   | Palomar              | NEAT          |
| 235111 | 2003 OS27              | 24 de juliol de 2003   | Palomar              | NEAT          |
| 235112 | 2003 OJ29              | 24 de juliol de 2003   | Palomar              | NEAT          |
| 235113 | 2003 PX                | 1 d'agost de 2003      | Socorro              | LINEAR        |
| 235114 | 2003 PV1               | 1 d'agost de 2003      | Haleakala            | NEAT          |
| 235115 | 2003 PW4               | 3 d'agost de 2003      | Haleakala            | NEAT          |
| 235116 | 2003 PH7               | 1 d'agost de 2003      | Haleakala            | NEAT          |
| 235117 | 2003 QL6               | 18 d'agost de 2003     | Campo Imperatore     | CINEOS        |
| 235118 | 2003 QU7               | 21 d'agost de 2003     | Palomar              | NEAT          |
| 235119 | 2003 QF11              | 20 d'agost de 2003     | Campo Imperatore     | CINEOS        |
| 235120 | 2003 QQ12              | 22 d'agost de 2003     | Haleakala            | NEAT          |
| 235121 | 2003 QK21              | 22 d'agost de 2003     | Palomar              | NEAT          |
| 235122 | 2003 QJ26              | 22 d'agost de 2003     | Haleakala            | NEAT          |
| 235123 | 2003 QY26              | 22 d'agost de 2003     | Haleakala            | NEAT          |
| 235124 | 2003 QS33              | 22 d'agost de 2003     | Palomar              | NEAT          |
| 235125 | 2003 QU38              | 22 d'agost de 2003     | Palomar              | NEAT          |
| 235126 | 2003 QB42              | 22 d'agost de 2003     | Socorro              | LINEAR        |
| 235127 | 2003 QV42              | 22 d'agost de 2003     | Palomar              | NEAT          |
| 235128 | 2003 QL45              | 23 d'agost de 2003     | Palomar              | NEAT          |
| 235129 | 2003 QJ47              | 23 d'agost de 2003     | Socorro              | LINEAR        |
| 235130 | 2003 QY53              | 23 d'agost de 2003     | Socorro              | LINEAR        |
| 235131 | 2003 QL57              | 23 d'agost de 2003     | Socorro              | LINEAR        |
| 235132 | 2003 QP57              | 23 d'agost de 2003     | Palomar              | NEAT          |
| 235133 | 2003 QN59              | 23 d'agost de 2003     | Socorro              | LINEAR        |
| 235134 | 2003 QR60              | 23 d'agost de 2003     | Socorro              | LINEAR        |
| 235135 | 2003 QF63              | 23 d'agost de 2003     | Socorro              | LINEAR        |
| 235136 | 2003 QJ63              | 23 d'agost de 2003     | Socorro              | LINEAR        |
| 235137 | 2003 QK63              | 23 d'agost de 2003     | Socorro              | LINEAR        |
| 235138 | 2003 QP68              | 25 d'agost de 2003     | Socorro              | LINEAR        |
| 235139 | 2003 QC69              | 26 d'agost de 2003     | Reedy Creek          | J. Broughton  |
| 235140 | 2003 QB71              | 23 d'agost de 2003     | Palomar              | NEAT          |
| 235141 | 2003 QC74              | 24 d'agost de 2003     | Socorro              | LINEAR        |
| 235142 | 2003 QR77              | 24 d'agost de 2003     | Socorro              | LINEAR        |
| 235143 | 2003 QY77              | 24 d'agost de 2003     | Socorro              | LINEAR        |
| 235144 | 2003 QQ81              | 23 d'agost de 2003     | Socorro              | LINEAR        |
| 235145 | 2003 QL88              | 25 d'agost de 2003     | Cerro Tololo         | M. W. Buie    |
| 235146 | 2003 QE96              | 30 d'agost de 2003     | Haleakala            | NEAT          |
| 235147 | 2003 QP101             | 29 d'agost de 2003     | Haleakala            | NEAT          |
| 235148 | 2003 QA103             | 31 d'agost de 2003     | Kitt Peak            | Spacewatch    |
| 235149 | 2003 QS104             | 29 d'agost de 2003     | Socorro              | LINEAR        |
| 235150 | 2003 QT114             | 31 d'agost de 2003     | Haleakala            | NEAT          |
| 235151 | 2003 RD                | 2 de setembre de 2003  | Socorro              | LINEAR        |
| 235152 | 2003 RE1               | 2 de setembre de 2003  | Socorro              | LINEAR        |
| 235153 | 2003 RP1               | 2 de setembre de 2003  | Reedy Creek          | J. Broughton  |
| 235154 | 2003 RM5               | 4 de setembre de 2003  | Kitt Peak            | Spacewatch    |
| 235155 | 2003 RL6               | 1 de setembre de 2003  | Socorro              | LINEAR        |
| 235156 | 2003 RR9               | 4 de setembre de 2003  | Socorro              | LINEAR        |
| 235157 | 2003 RH23              | 13 de setembre de 2003 | Haleakala            | NEAT          |
| 235158 | 2003 SL1               | 16 de setembre de 2003 | Kitt Peak            | Spacewatch    |
| 235159 | 2003 SG3               | 16 de setembre de 2003 | Palomar              | NEAT          |
| 235160 | 2003 SQ4               | 16 de setembre de 2003 | Palomar              | NEAT          |
| 235161 | 2003 SC6               | 16 de setembre de 2003 | Kitt Peak            | Spacewatch    |
| 235162 | 2003 ST7               | 16 de setembre de 2003 | Palomar              | NEAT          |
| 235163 | 2003 SK8               | 16 de setembre de 2003 | Kitt Peak            | Spacewatch    |
| 235164 | 2003 SG11              | 17 de setembre de 2003 | Socorro              | LINEAR        |
| 235165 | 2003 SO24              | 17 de setembre de 2003 | Socorro              | LINEAR        |
| 235166 | 2003 SG31              | 18 de setembre de 2003 | Kitt Peak            | Spacewatch    |
| 235167 | 2003 SC36              | 18 de setembre de 2003 | Socorro              | LINEAR        |
| 235168 | 2003 SF43              | 16 de setembre de 2003 | Anderson Mesa        | LONEOS        |
| 235169 | 2003 SW43              | 16 de setembre de 2003 | Anderson Mesa        | LONEOS        |
| 235170 | 2003 SM46              | 16 de setembre de 2003 | Anderson Mesa        | LONEOS        |
| 235171 | 2003 SH47              | 16 de setembre de 2003 | Anderson Mesa        | LONEOS        |
| 235172 | 2003 SV51              | 18 de setembre de 2003 | Palomar              | NEAT          |
| 235173 | 2003 SW60              | 17 de setembre de 2003 | Kitt Peak            | Spacewatch    |
| 235174 | 2003 SM61              | 17 de setembre de 2003 | Socorro              | LINEAR        |
| 235175 | 2003 SG62              | 17 de setembre de 2003 | Socorro              | LINEAR        |
| 235176 | 2003 SP64              | 18 de setembre de 2003 | Campo Imperatore     | CINEOS        |
| 235177 | 2003 SY65              | 18 de setembre de 2003 | Socorro              | LINEAR        |
| 235178 | 2003 SN66              | 18 de setembre de 2003 | Campo Imperatore     | CINEOS        |
| 235179 | 2003 SH68              | 17 de setembre de 2003 | Kitt Peak            | Spacewatch    |
| 235180 | 2003 SD71              | 18 de setembre de 2003 | Kitt Peak            | Spacewatch    |
| 235181 | 2003 SW77              | 19 de setembre de 2003 | Kitt Peak            | Spacewatch    |
| 235182 | 2003 SV82              | 18 de setembre de 2003 | Kitt Peak            | Spacewatch    |
| 235183 | 2003 SW92              | 18 de setembre de 2003 | Kitt Peak            | Spacewatch    |
| 235184 | 2003 SL93              | 18 de setembre de 2003 | Kitt Peak            | Spacewatch    |
| 235185 | 2003 SE94              | 18 de setembre de 2003 | Palomar              | NEAT          |
| 235186 | 2003 SN99              | 19 de setembre de 2003 | Haleakala            | NEAT          |
| 235187 | 2003 SM100             | 20 de setembre de 2003 | Kitt Peak            | Spacewatch    |
| 235188 | 2003 SF106             | 20 de setembre de 2003 | Palomar              | NEAT          |
| 235189 | 2003 SW107             | 20 de setembre de 2003 | Palomar              | NEAT          |
| 235190 | 2003 SF108             | 20 de setembre de 2003 | Palomar              | NEAT          |
| 235191 | 2003 SG129             | 20 de setembre de 2003 | Crni Vrh             | Crni Vrh      |
| 235192 | 2003 SK129             | 20 de setembre de 2003 | Essen                | Essen         |
| 235193 | 2003 SE134             | 18 de setembre de 2003 | Palomar              | NEAT          |
| 235194 | 2003 SR134             | 18 de setembre de 2003 | Kitt Peak            | Spacewatch    |
| 235195 | 2003 SC138             | 21 de setembre de 2003 | Crni Vrh             | J. Skvarc     |
| 235196 | 2003 SR138             | 20 de setembre de 2003 | Palomar              | NEAT          |
| 235197 | 2003 SF146             | 20 de setembre de 2003 | Haleakala            | NEAT          |
| 235198 | 2003 SL148             | 16 de setembre de 2003 | Socorro              | LINEAR        |
| 235199 | 2003 SQ148             | 16 de setembre de 2003 | Kitt Peak            | Spacewatch    |
| 235200 | 2003 SP154             | 19 de setembre de 2003 | Anderson Mesa        | LONEOS        |

## 235201-235300
| Nom                   | Designació provisional | Data de descobriment   | Lloc de descobriment | Descobridor/s               |
| --------------------- | ---------------------- | ---------------------- | -------------------- | --------------------------- |
| 235201                | 2003 SG158             | 23 de setembre de 2003 | Piszkesteto          | Piszkesteto                 |
| 235202                | 2003 SP158             | 23 de setembre de 2003 | Haleakala            | NEAT                        |
| 235203                | 2003 SE164             | 20 de setembre de 2003 | Anderson Mesa        | LONEOS                      |
| 235204                | 2003 SH167             | 22 de setembre de 2003 | Socorro              | LINEAR                      |
| 235205                | 2003 SQ167             | 22 de setembre de 2003 | Kitt Peak            | Spacewatch                  |
| 235206                | 2003 SV174             | 18 de setembre de 2003 | Kitt Peak            | Spacewatch                  |
| 235207                | 2003 SW175             | 18 de setembre de 2003 | Kitt Peak            | Spacewatch                  |
| 235208                | 2003 SS183             | 21 de setembre de 2003 | Socorro              | LINEAR                      |
| 235209                | 2003 SK186             | 22 de setembre de 2003 | Anderson Mesa        | LONEOS                      |
| 235210                | 2003 SB189             | 22 de setembre de 2003 | Anderson Mesa        | LONEOS                      |
| 235211                | 2003 SP189             | 22 de setembre de 2003 | Kitt Peak            | Spacewatch                  |
| 235212                | 2003 SZ192             | 20 de setembre de 2003 | Palomar              | NEAT                        |
| 235213                | 2003 ST201             | 26 de setembre de 2003 | Desert Eagle         | W. K. Y. Yeung              |
| 235214                | 2003 SX208             | 23 de setembre de 2003 | Haleakala            | NEAT                        |
| 235215                | 2003 SL217             | 27 de setembre de 2003 | Kitt Peak            | Spacewatch                  |
| 235216                | 2003 SR217             | 27 de setembre de 2003 | Sierra Nevada        | Sierra Nevada               |
| 235217                | 2003 SZ223             | 30 de setembre de 2003 | Drebach              | T. Payer                    |
| 235218                | 2003 SX230             | 24 de setembre de 2003 | Palomar              | NEAT                        |
| 235219                | 2003 SU231             | 24 de setembre de 2003 | Palomar              | NEAT                        |
| 235220                | 2003 SE232             | 24 de setembre de 2003 | Haleakala            | NEAT                        |
| 235221                | 2003 SZ236             | 26 de setembre de 2003 | Socorro              | LINEAR                      |
| 235222                | 2003 SU237             | 26 de setembre de 2003 | Socorro              | LINEAR                      |
| 235223                | 2003 SA238             | 26 de setembre de 2003 | Desert Eagle         | W. K. Y. Yeung              |
| 235224                | 2003 SM238             | 27 de setembre de 2003 | Socorro              | LINEAR                      |
| 235225                | 2003 SZ244             | 26 de setembre de 2003 | Socorro              | LINEAR                      |
| 235226                | 2003 SE246             | 26 de setembre de 2003 | Socorro              | LINEAR                      |
| 235227                | 2003 SX247             | 26 de setembre de 2003 | Socorro              | LINEAR                      |
| 235228                | 2003 SK251             | 26 de setembre de 2003 | Socorro              | LINEAR                      |
| 235229                | 2003 SY252             | 27 de setembre de 2003 | Anderson Mesa        | LONEOS                      |
| 235230                | 2003 SF255             | 27 de setembre de 2003 | Kitt Peak            | Spacewatch                  |
| 235231                | 2003 SU256             | 28 de setembre de 2003 | Kitt Peak            | Spacewatch                  |
| 235232                | 2003 SL258             | 28 de setembre de 2003 | Kitt Peak            | Spacewatch                  |
| 235233                | 2003 SZ258             | 28 de setembre de 2003 | Kitt Peak            | Spacewatch                  |
| 235234                | 2003 SV260             | 27 de setembre de 2003 | Socorro              | LINEAR                      |
| 235235                | 2003 SB263             | 28 de setembre de 2003 | Socorro              | LINEAR                      |
| 235236                | 2003 SS267             | 29 de setembre de 2003 | Kitt Peak            | Spacewatch                  |
| 235237                | 2003 SE276             | 29 de setembre de 2003 | Kitt Peak            | Spacewatch                  |
| 235238                | 2003 SF280             | 18 de setembre de 2003 | Socorro              | LINEAR                      |
| 235239                | 2003 SO290             | 28 de setembre de 2003 | Kitt Peak            | Spacewatch                  |
| 235240                | 2003 ST290             | 28 de setembre de 2003 | Kitt Peak            | Spacewatch                  |
| 235241                | 2003 SA301             | 17 de setembre de 2003 | Palomar              | NEAT                        |
| 235242                | 2003 SL302             | 17 de setembre de 2003 | Palomar              | NEAT                        |
| 235243                | 2003 SS302             | 17 de setembre de 2003 | Palomar              | NEAT                        |
| 235244                | 2003 ST308             | 29 de setembre de 2003 | Socorro              | LINEAR                      |
| 235245                | 2003 ST310             | 29 de setembre de 2003 | Socorro              | LINEAR                      |
| 235246                | 2003 SD317             | 16 de setembre de 2003 | Kitt Peak            | Spacewatch                  |
| 235247                | 2003 SG319             | 21 de setembre de 2003 | Anderson Mesa        | LONEOS                      |
| 235248                | 2003 SV319             | 28 de setembre de 2003 | Anderson Mesa        | LONEOS                      |
| 235249                | 2003 SF320             | 17 de setembre de 2003 | Socorro              | LINEAR                      |
| 235250                | 2003 SR320             | 18 de setembre de 2003 | Kitt Peak            | Spacewatch                  |
| 235251                | 2003 SU320             | 18 de setembre de 2003 | Kitt Peak            | Spacewatch                  |
| 235252                | 2003 SN321             | 21 de setembre de 2003 | Anderson Mesa        | LONEOS                      |
| 235253                | 2003 SU321             | 22 de setembre de 2003 | Palomar              | NEAT                        |
| 235254                | 2003 SH322             | 28 de setembre de 2003 | Socorro              | LINEAR                      |
| 235255                | 2003 SR323             | 16 de setembre de 2003 | Kitt Peak            | Spacewatch                  |
| 235256                | 2003 SS353             | 21 de setembre de 2003 | Palomar              | NEAT                        |
| 235257                | 2003 SR354             | 22 de setembre de 2003 | Anderson Mesa        | LONEOS                      |
| 235258                | 2003 ST378             | 26 de setembre de 2003 | Apache Point         | Sloan Digital Sky Survey    |
| 235259                | 2003 SV414             | 28 de setembre de 2003 | Apache Point         | Sloan Digital Sky Survey    |
| 235260                | 2003 SE415             | 28 de setembre de 2003 | Apache Point         | Sloan Digital Sky Survey    |
| 235261                | 2003 SU420             | 29 de setembre de 2003 | Apache Point         | Sloan Digital Sky Survey    |
| 235262                | 2003 SB428             | 16 de setembre de 2003 | Kitt Peak            | Spacewatch                  |
| 235263                | 2003 SN428             | 18 de setembre de 2003 | Kitt Peak            | Spacewatch                  |
| 235264                | 2003 TD4               | 2 d'octubre de 2003    | Kitt Peak            | Spacewatch                  |
| 235265                | 2003 TY8               | 3 d'octubre de 2003    | Haleakala            | NEAT                        |
| 235266                | 2003 TD9               | 4 d'octubre de 2003    | Kitt Peak            | Spacewatch                  |
| 235267                | 2003 TU11              | 14 d'octubre de 2003   | Anderson Mesa        | LONEOS                      |
| 235268                | 2003 TK12              | 14 d'octubre de 2003   | Anderson Mesa        | LONEOS                      |
| 235269                | 2003 TA21              | 15 d'octubre de 2003   | Anderson Mesa        | LONEOS                      |
| 235270                | 2003 TN31              | 1 d'octubre de 2003    | Kitt Peak            | Spacewatch                  |
| 235271                | 2003 TX37              | 2 d'octubre de 2003    | Kitt Peak            | Spacewatch                  |
| 235272                | 2003 TK44              | 2 d'octubre de 2003    | Haleakala            | NEAT                        |
| 235273                | 2003 TA50              | 3 d'octubre de 2003    | Kitt Peak            | Spacewatch                  |
| 235274                | 2003 TE50              | 3 d'octubre de 2003    | Haleakala            | NEAT                        |
| 235275                | 2003 TO57              | 6 d'octubre de 2003    | Anderson Mesa        | LONEOS                      |
| 235276                | 2003 TR58              | 2 d'octubre de 2003    | Kitt Peak            | Spacewatch                  |
| 235277                | 2003 UO8               | 16 d'octubre de 2003   | Anderson Mesa        | LONEOS                      |
| 235278                | 2003 UE11              | 16 d'octubre de 2003   | Anderson Mesa        | LONEOS                      |
| 235279                | 2003 UL17              | 17 d'octubre de 2003   | Anderson Mesa        | LONEOS                      |
| 235280                | 2003 UU17              | 18 d'octubre de 2003   | Kitt Peak            | Spacewatch                  |
| 235281 Jackwilliamson | 2003 UV17              | 18 d'octubre de 2003   | Saint-Sulpice        | B. Christophe               |
| 235282                | 2003 UO19              | 20 d'octubre de 2003   | Kingsnake            | J. V. McClusky              |
| 235283                | 2003 UC29              | 22 d'octubre de 2003   | Kvistaberg           | Uppsala-DLR Asteroid Survey |
| 235284                | 2003 UF32              | 16 d'octubre de 2003   | Kitt Peak            | Spacewatch                  |
| 235285                | 2003 UF34              | 17 d'octubre de 2003   | Kitt Peak            | Spacewatch                  |
| 235286                | 2003 UQ36              | 16 d'octubre de 2003   | Palomar              | NEAT                        |
| 235287                | 2003 UL41              | 17 d'octubre de 2003   | Kitt Peak            | Spacewatch                  |
| 235288                | 2003 UQ43              | 17 d'octubre de 2003   | Kitt Peak            | Spacewatch                  |
| 235289                | 2003 UJ49              | 16 d'octubre de 2003   | Palomar              | NEAT                        |
| 235290                | 2003 UU50              | 18 d'octubre de 2003   | Palomar              | NEAT                        |
| 235291                | 2003 UY56              | 23 d'octubre de 2003   | Kitt Peak            | Spacewatch                  |
| 235292                | 2003 UG58              | 16 d'octubre de 2003   | Kitt Peak            | Spacewatch                  |
| 235293                | 2003 UK66              | 16 d'octubre de 2003   | Palomar              | NEAT                        |
| 235294                | 2003 UC69              | 18 d'octubre de 2003   | Kitt Peak            | Spacewatch                  |
| 235295                | 2003 UU71              | 19 d'octubre de 2003   | Kitt Peak            | Spacewatch                  |
| 235296                | 2003 UW73              | 28 d'octubre de 2003   | Socorro              | LINEAR                      |
| 235297                | 2003 UN80              | 16 d'octubre de 2003   | Kitt Peak            | Spacewatch                  |
| 235298                | 2003 UQ80              | 16 d'octubre de 2003   | Kitt Peak            | Spacewatch                  |
| 235299                | 2003 UO83              | 17 d'octubre de 2003   | Anderson Mesa        | LONEOS                      |
| 235300                | 2003 UN86              | 18 d'octubre de 2003   | Palomar              | NEAT                        |

## 235301-235400
| Nom    | Designació provisional | Data de descobriment   | Lloc de descobriment | Descobridor/s            |
| ------ | ---------------------- | ---------------------- | -------------------- | ------------------------ |
| 235301 | 2003 UP91              | 20 d'octubre de 2003   | Kitt Peak            | Spacewatch               |
| 235302 | 2003 UD93              | 17 d'octubre de 2003   | Anderson Mesa        | LONEOS                   |
| 235303 | 2003 UK94              | 18 d'octubre de 2003   | Kitt Peak            | Spacewatch               |
| 235304 | 2003 UA96              | 18 d'octubre de 2003   | Kitt Peak            | Spacewatch               |
| 235305 | 2003 UE97              | 19 d'octubre de 2003   | Kitt Peak            | Spacewatch               |
| 235306 | 2003 UM109             | 19 d'octubre de 2003   | Kitt Peak            | Spacewatch               |
| 235307 | 2003 UX112             | 20 d'octubre de 2003   | Socorro              | LINEAR                   |
| 235308 | 2003 UO114             | 20 d'octubre de 2003   | Kitt Peak            | Spacewatch               |
| 235309 | 2003 UL122             | 19 d'octubre de 2003   | Kitt Peak            | Spacewatch               |
| 235310 | 2003 UC126             | 20 d'octubre de 2003   | Kitt Peak            | Spacewatch               |
| 235311 | 2003 UY128             | 21 d'octubre de 2003   | Kitt Peak            | Spacewatch               |
| 235312 | 2003 UL133             | 20 d'octubre de 2003   | Palomar              | NEAT                     |
| 235313 | 2003 UJ134             | 20 d'octubre de 2003   | Palomar              | NEAT                     |
| 235314 | 2003 UV140             | 16 d'octubre de 2003   | Palomar              | NEAT                     |
| 235315 | 2003 UP144             | 18 d'octubre de 2003   | Anderson Mesa        | LONEOS                   |
| 235316 | 2003 UV144             | 18 d'octubre de 2003   | Anderson Mesa        | LONEOS                   |
| 235317 | 2003 UK165             | 21 d'octubre de 2003   | Kitt Peak            | Spacewatch               |
| 235318 | 2003 UD171             | 19 d'octubre de 2003   | Kitt Peak            | Spacewatch               |
| 235319 | 2003 UG173             | 20 d'octubre de 2003   | Palomar              | NEAT                     |
| 235320 | 2003 UA175             | 21 d'octubre de 2003   | Kitt Peak            | Spacewatch               |
| 235321 | 2003 UA178             | 21 d'octubre de 2003   | Socorro              | LINEAR                   |
| 235322 | 2003 UM178             | 21 d'octubre de 2003   | Socorro              | LINEAR                   |
| 235323 | 2003 UU181             | 21 d'octubre de 2003   | Palomar              | NEAT                     |
| 235324 | 2003 UM185             | 21 d'octubre de 2003   | Kitt Peak            | Spacewatch               |
| 235325 | 2003 UF186             | 22 d'octubre de 2003   | Kitt Peak            | Spacewatch               |
| 235326 | 2003 UY189             | 22 d'octubre de 2003   | Kitt Peak            | Spacewatch               |
| 235327 | 2003 UY191             | 23 d'octubre de 2003   | Anderson Mesa        | LONEOS                   |
| 235328 | 2003 UA195             | 20 d'octubre de 2003   | Kitt Peak            | Spacewatch               |
| 235329 | 2003 UG196             | 21 d'octubre de 2003   | Kitt Peak            | Spacewatch               |
| 235330 | 2003 UJ197             | 21 d'octubre de 2003   | Kitt Peak            | Spacewatch               |
| 235331 | 2003 UM198             | 21 d'octubre de 2003   | Palomar              | NEAT                     |
| 235332 | 2003 UT199             | 21 d'octubre de 2003   | Socorro              | LINEAR                   |
| 235333 | 2003 UE201             | 21 d'octubre de 2003   | Socorro              | LINEAR                   |
| 235334 | 2003 UK203             | 21 d'octubre de 2003   | Kitt Peak            | Spacewatch               |
| 235335 | 2003 UO207             | 22 d'octubre de 2003   | Kitt Peak            | Spacewatch               |
| 235336 | 2003 UT210             | 23 d'octubre de 2003   | Kitt Peak            | Spacewatch               |
| 235337 | 2003 UY215             | 21 d'octubre de 2003   | Kitt Peak            | Spacewatch               |
| 235338 | 2003 UL216             | 21 d'octubre de 2003   | Socorro              | LINEAR                   |
| 235339 | 2003 UG222             | 22 d'octubre de 2003   | Socorro              | LINEAR                   |
| 235340 | 2003 UP224             | 22 d'octubre de 2003   | Kitt Peak            | Spacewatch               |
| 235341 | 2003 UB238             | 23 d'octubre de 2003   | Haleakala            | NEAT                     |
| 235342 | 2003 UF242             | 24 d'octubre de 2003   | Socorro              | LINEAR                   |
| 235343 | 2003 UR242             | 24 d'octubre de 2003   | Socorro              | LINEAR                   |
| 235344 | 2003 UC248             | 25 d'octubre de 2003   | Kitt Peak            | Spacewatch               |
| 235345 | 2003 UL255             | 25 d'octubre de 2003   | Socorro              | LINEAR                   |
| 235346 | 2003 UH259             | 25 d'octubre de 2003   | Socorro              | LINEAR                   |
| 235347 | 2003 UP260             | 25 d'octubre de 2003   | Kitt Peak            | Spacewatch               |
| 235348 | 2003 UQ266             | 28 d'octubre de 2003   | Socorro              | LINEAR                   |
| 235349 | 2003 UM268             | 28 d'octubre de 2003   | Socorro              | LINEAR                   |
| 235350 | 2003 UW268             | 28 d'octubre de 2003   | Kitt Peak            | Spacewatch               |
| 235351 | 2003 UD273             | 29 d'octubre de 2003   | Socorro              | LINEAR                   |
| 235352 | 2003 UN282             | 29 d'octubre de 2003   | Anderson Mesa        | LONEOS                   |
| 235353 | 2003 UZ303             | 17 d'octubre de 2003   | Kitt Peak            | Spacewatch               |
| 235354 | 2003 UP315             | 19 d'octubre de 2003   | Anderson Mesa        | LONEOS                   |
| 235355 | 2003 UE323             | 16 d'octubre de 2003   | Kitt Peak            | Spacewatch               |
| 235356 | 2003 UZ329             | 17 d'octubre de 2003   | Kitt Peak            | Spacewatch               |
| 235357 | 2003 UH337             | 18 d'octubre de 2003   | Apache Point         | Sloan Digital Sky Survey |
| 235358 | 2003 UJ343             | 19 d'octubre de 2003   | Apache Point         | Sloan Digital Sky Survey |
| 235359 | 2003 US343             | 19 d'octubre de 2003   | Kitt Peak            | Spacewatch               |
| 235360 | 2003 UE359             | 19 d'octubre de 2003   | Kitt Peak            | Spacewatch               |
| 235361 | 2003 UT365             | 20 d'octubre de 2003   | Kitt Peak            | Spacewatch               |
| 235362 | 2003 UQ378             | 22 d'octubre de 2003   | Apache Point         | Sloan Digital Sky Survey |
| 235363 | 2003 VU2               | 6 de novembre de 2003  | Socorro              | LINEAR                   |
| 235364 | 2003 WU6               | 18 de novembre de 2003 | Palomar              | NEAT                     |
| 235365 | 2003 WF9               | 16 de novembre de 2003 | Kitt Peak            | Spacewatch               |
| 235366 | 2003 WN11              | 18 de novembre de 2003 | Palomar              | NEAT                     |
| 235367 | 2003 WL20              | 19 de novembre de 2003 | Socorro              | LINEAR                   |
| 235368 | 2003 WY23              | 18 de novembre de 2003 | Kitt Peak            | Spacewatch               |
| 235369 | 2003 WZ23              | 18 de novembre de 2003 | Kitt Peak            | Spacewatch               |
| 235370 | 2003 WX24              | 20 de novembre de 2003 | Socorro              | LINEAR                   |
| 235371 | 2003 WS27              | 16 de novembre de 2003 | Kitt Peak            | Spacewatch               |
| 235372 | 2003 WP37              | 19 de novembre de 2003 | Socorro              | LINEAR                   |
| 235373 | 2003 WU38              | 19 de novembre de 2003 | Socorro              | LINEAR                   |
| 235374 | 2003 WE39              | 19 de novembre de 2003 | Kitt Peak            | Spacewatch               |
| 235375 | 2003 WJ42              | 21 de novembre de 2003 | Socorro              | LINEAR                   |
| 235376 | 2003 WK44              | 19 de novembre de 2003 | Palomar              | NEAT                     |
| 235377 | 2003 WL44              | 19 de novembre de 2003 | Palomar              | NEAT                     |
| 235378 | 2003 WT48              | 19 de novembre de 2003 | Catalina             | CSS                      |
| 235379 | 2003 WY57              | 18 de novembre de 2003 | Kitt Peak            | Spacewatch               |
| 235380 | 2003 WL62              | 19 de novembre de 2003 | Kitt Peak            | Spacewatch               |
| 235381 | 2003 WK66              | 19 de novembre de 2003 | Socorro              | LINEAR                   |
| 235382 | 2003 WV77              | 20 de novembre de 2003 | Socorro              | LINEAR                   |
| 235383 | 2003 WE80              | 20 de novembre de 2003 | Socorro              | LINEAR                   |
| 235384 | 2003 WQ81              | 18 de novembre de 2003 | Kitt Peak            | Spacewatch               |
| 235385 | 2003 WB83              | 20 de novembre de 2003 | Palomar              | NEAT                     |
| 235386 | 2003 WL83              | 20 de novembre de 2003 | Socorro              | LINEAR                   |
| 235387 | 2003 WC96              | 19 de novembre de 2003 | Anderson Mesa        | LONEOS                   |
| 235388 | 2003 WG96              | 19 de novembre de 2003 | Anderson Mesa        | LONEOS                   |
| 235389 | 2003 WV96              | 19 de novembre de 2003 | Anderson Mesa        | LONEOS                   |
| 235390 | 2003 WG99              | 20 de novembre de 2003 | Socorro              | LINEAR                   |
| 235391 | 2003 WT101             | 21 de novembre de 2003 | Socorro              | LINEAR                   |
| 235392 | 2003 WS125             | 20 de novembre de 2003 | Socorro              | LINEAR                   |
| 235393 | 2003 WF130             | 21 de novembre de 2003 | Socorro              | LINEAR                   |
| 235394 | 2003 WX134             | 21 de novembre de 2003 | Socorro              | LINEAR                   |
| 235395 | 2003 WS151             | 26 de novembre de 2003 | Kitt Peak            | Spacewatch               |
| 235396 | 2003 WH155             | 26 de novembre de 2003 | Kitt Peak            | Spacewatch               |
| 235397 | 2003 WD161             | 30 de novembre de 2003 | Kitt Peak            | Spacewatch               |
| 235398 | 2003 WV162             | 30 de novembre de 2003 | Kitt Peak            | Spacewatch               |
| 235399 | 2003 WN163             | 30 de novembre de 2003 | Kitt Peak            | Spacewatch               |
| 235400 | 2003 WE169             | 19 de novembre de 2003 | Palomar              | NEAT                     |

## 235401-235500
| Nom    | Designació provisional | Data de descobriment   | Lloc de descobriment | Descobridor/s |
| ------ | ---------------------- | ---------------------- | -------------------- | ------------- |
| 235401 | 2003 WL169             | 19 de novembre de 2003 | Socorro              | LINEAR        |
| 235402 | 2003 WR173             | 18 de novembre de 2003 | Kitt Peak            | Spacewatch    |
| 235403 | 2003 WM185             | 21 de novembre de 2003 | Kitt Peak            | M. W. Buie    |
| 235404 | 2003 XU1               | 1 de desembre de 2003  | Socorro              | LINEAR        |
| 235405 | 2003 XK2               | 1 de desembre de 2003  | Socorro              | LINEAR        |
| 235406 | 2003 XX14              | 15 de desembre de 2003 | Socorro              | LINEAR        |
| 235407 | 2003 XX18              | 14 de desembre de 2003 | Kitt Peak            | Spacewatch    |
| 235408 | 2003 XF20              | 14 de desembre de 2003 | Kitt Peak            | Spacewatch    |
| 235409 | 2003 XS22              | 1 de desembre de 2003  | Kitt Peak            | Spacewatch    |
| 235410 | 2003 XR33              | 1 de desembre de 2003  | Kitt Peak            | Spacewatch    |
| 235411 | 2003 XJ34              | 1 de desembre de 2003  | Kitt Peak            | Spacewatch    |
| 235412 | 2003 XM38              | 4 de desembre de 2003  | Socorro              | LINEAR        |
| 235413 | 2003 YY2               | 19 de desembre de 2003 | Nashville            | R. Clingan    |
| 235414 | 2003 YM11              | 17 de desembre de 2003 | Socorro              | LINEAR        |
| 235415 | 2003 YL16              | 17 de desembre de 2003 | Anderson Mesa        | LONEOS        |
| 235416 | 2003 YO19              | 17 de desembre de 2003 | Kitt Peak            | Spacewatch    |
| 235417 | 2003 YF24              | 17 de desembre de 2003 | Kitt Peak            | Spacewatch    |
| 235418 | 2003 YB31              | 18 de desembre de 2003 | Socorro              | LINEAR        |
| 235419 | 2003 YJ31              | 18 de desembre de 2003 | Socorro              | LINEAR        |
| 235420 | 2003 YA34              | 17 de desembre de 2003 | Socorro              | LINEAR        |
| 235421 | 2003 YW37              | 18 de desembre de 2003 | Socorro              | LINEAR        |
| 235422 | 2003 YQ41              | 19 de desembre de 2003 | Kitt Peak            | Spacewatch    |
| 235423 | 2003 YQ45              | 17 de desembre de 2003 | Anderson Mesa        | LONEOS        |
| 235424 | 2003 YF51              | 18 de desembre de 2003 | Socorro              | LINEAR        |
| 235425 | 2003 YA69              | 20 de desembre de 2003 | Socorro              | LINEAR        |
| 235426 | 2003 YH70              | 21 de desembre de 2003 | Socorro              | LINEAR        |
| 235427 | 2003 YP70              | 19 de desembre de 2003 | Socorro              | LINEAR        |
| 235428 | 2003 YK71              | 18 de desembre de 2003 | Socorro              | LINEAR        |
| 235429 | 2003 YM79              | 18 de desembre de 2003 | Socorro              | LINEAR        |
| 235430 | 2003 YL81              | 18 de desembre de 2003 | Socorro              | LINEAR        |
| 235431 | 2003 YW87              | 19 de desembre de 2003 | Socorro              | LINEAR        |
| 235432 | 2003 YF92              | 21 de desembre de 2003 | Socorro              | LINEAR        |
| 235433 | 2003 YW93              | 21 de desembre de 2003 | Kitt Peak            | Spacewatch    |
| 235434 | 2003 YM97              | 19 de desembre de 2003 | Socorro              | LINEAR        |
| 235435 | 2003 YP106             | 22 de desembre de 2003 | Socorro              | LINEAR        |
| 235436 | 2003 YS109             | 22 de desembre de 2003 | Kitt Peak            | Spacewatch    |
| 235437 | 2003 YZ111             | 23 de desembre de 2003 | Socorro              | LINEAR        |
| 235438 | 2003 YG112             | 23 de desembre de 2003 | Socorro              | LINEAR        |
| 235439 | 2003 YN115             | 27 de desembre de 2003 | Socorro              | LINEAR        |
| 235440 | 2003 YK120             | 27 de desembre de 2003 | Socorro              | LINEAR        |
| 235441 | 2003 YV123             | 28 de desembre de 2003 | Kitt Peak            | Spacewatch    |
| 235442 | 2003 YZ131             | 28 de desembre de 2003 | Socorro              | LINEAR        |
| 235443 | 2003 YE132             | 28 de desembre de 2003 | Socorro              | LINEAR        |
| 235444 | 2003 YF132             | 28 de desembre de 2003 | Socorro              | LINEAR        |
| 235445 | 2003 YF134             | 28 de desembre de 2003 | Socorro              | LINEAR        |
| 235446 | 2003 YT139             | 28 de desembre de 2003 | Kitt Peak            | Spacewatch    |
| 235447 | 2003 YB141             | 28 de desembre de 2003 | Socorro              | LINEAR        |
| 235448 | 2003 YH141             | 28 de desembre de 2003 | Socorro              | LINEAR        |
| 235449 | 2003 YZ145             | 28 de desembre de 2003 | Socorro              | LINEAR        |
| 235450 | 2003 YB147             | 29 de desembre de 2003 | Socorro              | LINEAR        |
| 235451 | 2003 YL148             | 29 de desembre de 2003 | Catalina             | CSS           |
| 235452 | 2003 YZ148             | 29 de desembre de 2003 | Socorro              | LINEAR        |
| 235453 | 2003 YN149             | 29 de desembre de 2003 | Catalina             | CSS           |
| 235454 | 2003 YA150             | 29 de desembre de 2003 | Socorro              | LINEAR        |
| 235455 | 2003 YS150             | 29 de desembre de 2003 | Catalina             | CSS           |
| 235456 | 2003 YC151             | 29 de desembre de 2003 | Catalina             | CSS           |
| 235457 | 2003 YP153             | 29 de desembre de 2003 | Socorro              | LINEAR        |
| 235458 | 2003 YZ156             | 16 de desembre de 2003 | Kitt Peak            | Spacewatch    |
| 235459 | 2003 YP162             | 17 de desembre de 2003 | Socorro              | LINEAR        |
| 235460 | 2003 YS162             | 17 de desembre de 2003 | Socorro              | LINEAR        |
| 235461 | 2003 YG164             | 17 de desembre de 2003 | Kitt Peak            | Spacewatch    |
| 235462 | 2003 YN165             | 17 de desembre de 2003 | Kitt Peak            | Spacewatch    |
| 235463 | 2003 YQ165             | 17 de desembre de 2003 | Kitt Peak            | Spacewatch    |
| 235464 | 2003 YS165             | 17 de desembre de 2003 | Anderson Mesa        | LONEOS        |
| 235465 | 2003 YL174             | 19 de desembre de 2003 | Kitt Peak            | Spacewatch    |
| 235466 | 2003 YB182             | 29 de desembre de 2003 | Kitt Peak            | Spacewatch    |
| 235467 | 2004 AA3               | 5 de gener de 2004     | Catalina             | CSS           |
| 235468 | 2004 AB3               | 11 de gener de 2004    | Palomar              | NEAT          |
| 235469 | 2004 AH14              | 13 de gener de 2004    | Palomar              | NEAT          |
| 235470 | 2004 AF22              | 15 de gener de 2004    | Kitt Peak            | Spacewatch    |
| 235471 | 2004 BZ15              | 18 de gener de 2004    | Palomar              | NEAT          |
| 235472 | 2004 BX17              | 18 de gener de 2004    | Catalina             | CSS           |
| 235473 | 2004 BY17              | 18 de gener de 2004    | Catalina             | CSS           |
| 235474 | 2004 BH18              | 18 de gener de 2004    | Palomar              | NEAT          |
| 235475 | 2004 BK25              | 19 de gener de 2004    | Catalina             | CSS           |
| 235476 | 2004 BG32              | 19 de gener de 2004    | Kitt Peak            | Spacewatch    |
| 235477 | 2004 BZ35              | 19 de gener de 2004    | Kitt Peak            | Spacewatch    |
| 235478 | 2004 BM36              | 19 de gener de 2004    | Kitt Peak            | Spacewatch    |
| 235479 | 2004 BF38              | 19 de gener de 2004    | Catalina             | CSS           |
| 235480 | 2004 BL42              | 21 de gener de 2004    | Socorro              | LINEAR        |
| 235481 | 2004 BM45              | 21 de gener de 2004    | Socorro              | LINEAR        |
| 235482 | 2004 BS46              | 21 de gener de 2004    | Socorro              | LINEAR        |
| 235483 | 2004 BQ51              | 21 de gener de 2004    | Socorro              | LINEAR        |
| 235484 | 2004 BE53              | 22 de gener de 2004    | Socorro              | LINEAR        |
| 235485 | 2004 BD56              | 23 de gener de 2004    | Anderson Mesa        | LONEOS        |
| 235486 | 2004 BT64              | 22 de gener de 2004    | Socorro              | LINEAR        |
| 235487 | 2004 BC67              | 24 de gener de 2004    | Socorro              | LINEAR        |
| 235488 | 2004 BJ67              | 24 de gener de 2004    | Socorro              | LINEAR        |
| 235489 | 2004 BJ73              | 24 de gener de 2004    | Socorro              | LINEAR        |
| 235490 | 2004 BV73              | 24 de gener de 2004    | Socorro              | LINEAR        |
| 235491 | 2004 BX86              | 22 de gener de 2004    | Socorro              | LINEAR        |
| 235492 | 2004 BK89              | 23 de gener de 2004    | Socorro              | LINEAR        |
| 235493 | 2004 BP91              | 24 de gener de 2004    | Socorro              | LINEAR        |
| 235494 | 2004 BZ91              | 26 de gener de 2004    | Anderson Mesa        | LONEOS        |
| 235495 | 2004 BE92              | 26 de gener de 2004    | Anderson Mesa        | LONEOS        |
| 235496 | 2004 BN93              | 28 de gener de 2004    | Socorro              | LINEAR        |
| 235497 | 2004 BP94              | 28 de gener de 2004    | Socorro              | LINEAR        |
| 235498 | 2004 BH97              | 24 de gener de 2004    | Socorro              | LINEAR        |
| 235499 | 2004 BQ101             | 28 de gener de 2004    | Socorro              | LINEAR        |
| 235500 | 2004 BU101             | 29 de gener de 2004    | Socorro              | LINEAR        |

## 235501-235600
| Nom    | Designació provisional | Data de descobriment | Lloc de descobriment | Descobridor/s        |
| ------ | ---------------------- | -------------------- | -------------------- | -------------------- |
| 235501 | 2004 BK103             | 31 de gener de 2004  | Socorro              | LINEAR               |
| 235502 | 2004 BV105             | 26 de gener de 2004  | Anderson Mesa        | LONEOS               |
| 235503 | 2004 BL106             | 26 de gener de 2004  | Anderson Mesa        | LONEOS               |
| 235504 | 2004 BH114             | 29 de gener de 2004  | Catalina             | CSS                  |
| 235505 | 2004 BY115             | 26 de gener de 2004  | Anderson Mesa        | LONEOS               |
| 235506 | 2004 BC119             | 30 de gener de 2004  | Socorro              | LINEAR               |
| 235507 | 2004 BO120             | 31 de gener de 2004  | Socorro              | LINEAR               |
| 235508 | 2004 BG132             | 17 de gener de 2004  | Palomar              | NEAT                 |
| 235509 | 2004 BH138             | 19 de gener de 2004  | Kitt Peak            | Spacewatch           |
| 235510 | 2004 BD146             | 22 de gener de 2004  | Socorro              | LINEAR               |
| 235511 | 2004 BP147             | 16 de gener de 2004  | Kitt Peak            | Spacewatch           |
| 235512 | 2004 BM148             | 16 de gener de 2004  | Kitt Peak            | Spacewatch           |
| 235513 | 2004 BM152             | 20 de gener de 2004  | Socorro              | LINEAR               |
| 235514 | 2004 BX152             | 27 de gener de 2004  | Kitt Peak            | Spacewatch           |
| 235515 | 2004 BL154             | 28 de gener de 2004  | Kitt Peak            | Spacewatch           |
| 235516 | 2004 BC158             | 28 de gener de 2004  | Socorro              | LINEAR               |
| 235517 | 2004 BU161             | 19 de gener de 2004  | Kitt Peak            | Spacewatch           |
| 235518 | 2004 CE2               | 12 de febrer de 2004 | Desert Eagle         | W. K. Y. Yeung       |
| 235519 | 2004 CA3               | 9 de febrer de 2004  | Palomar              | NEAT                 |
| 235520 | 2004 CC3               | 9 de febrer de 2004  | Palomar              | NEAT                 |
| 235521 | 2004 CR4               | 10 de febrer de 2004 | Palomar              | NEAT                 |
| 235522 | 2004 CJ6               | 10 de febrer de 2004 | Palomar              | NEAT                 |
| 235523 | 2004 CG20              | 11 de febrer de 2004 | Kitt Peak            | Spacewatch           |
| 235524 | 2004 CR21              | 11 de febrer de 2004 | Anderson Mesa        | LONEOS               |
| 235525 | 2004 CJ32              | 12 de febrer de 2004 | Kitt Peak            | Spacewatch           |
| 235526 | 2004 CJ51              | 13 de febrer de 2004 | Desert Eagle         | W. K. Y. Yeung       |
| 235527 | 2004 CJ60              | 11 de febrer de 2004 | Palomar              | NEAT                 |
| 235528 | 2004 CJ62              | 11 de febrer de 2004 | Palomar              | NEAT                 |
| 235529 | 2004 CA63              | 12 de febrer de 2004 | Palomar              | NEAT                 |
| 235530 | 2004 CP63              | 12 de febrer de 2004 | Palomar              | NEAT                 |
| 235531 | 2004 CS67              | 10 de febrer de 2004 | Palomar              | NEAT                 |
| 235532 | 2004 CD68              | 10 de febrer de 2004 | Palomar              | NEAT                 |
| 235533 | 2004 CJ70              | 12 de febrer de 2004 | Kitt Peak            | Spacewatch           |
| 235534 | 2004 CS70              | 12 de febrer de 2004 | Kitt Peak            | Spacewatch           |
| 235535 | 2004 CU70              | 12 de febrer de 2004 | Kitt Peak            | Spacewatch           |
| 235536 | 2004 CT82              | 12 de febrer de 2004 | Kitt Peak            | Spacewatch           |
| 235537 | 2004 CW94              | 12 de febrer de 2004 | Palomar              | NEAT                 |
| 235538 | 2004 CY101             | 12 de febrer de 2004 | Palomar              | NEAT                 |
| 235539 | 2004 CX105             | 14 de febrer de 2004 | Palomar              | NEAT                 |
| 235540 | 2004 CE108             | 14 de febrer de 2004 | Haleakala            | NEAT                 |
| 235541 | 2004 CS112             | 13 de febrer de 2004 | Anderson Mesa        | LONEOS               |
| 235542 | 2004 DL4               | 16 de febrer de 2004 | Kitt Peak            | Spacewatch           |
| 235543 | 2004 DG15              | 17 de febrer de 2004 | Socorro              | LINEAR               |
| 235544 | 2004 DH15              | 17 de febrer de 2004 | Socorro              | LINEAR               |
| 235545 | 2004 DR19              | 17 de febrer de 2004 | Socorro              | LINEAR               |
| 235546 | 2004 DR26              | 16 de febrer de 2004 | Socorro              | LINEAR               |
| 235547 | 2004 DA27              | 16 de febrer de 2004 | Kitt Peak            | Spacewatch           |
| 235548 | 2004 DY28              | 17 de febrer de 2004 | Kitt Peak            | Spacewatch           |
| 235549 | 2004 DV65              | 23 de febrer de 2004 | Socorro              | LINEAR               |
| 235550 | 2004 EW11              | 11 de març de 2004   | Palomar              | NEAT                 |
| 235551 | 2004 EW18              | 14 de març de 2004   | Socorro              | LINEAR               |
| 235552 | 2004 EC50              | 12 de març de 2004   | Palomar              | NEAT                 |
| 235553 | 2004 ED63              | 13 de març de 2004   | Palomar              | NEAT                 |
| 235554 | 2004 EO85              | 15 de març de 2004   | Socorro              | LINEAR               |
| 235555 | 2004 EA114             | 15 de març de 2004   | Kitt Peak            | Spacewatch           |
| 235556 | 2004 FV21              | 16 de març de 2004   | Kitt Peak            | Spacewatch           |
| 235557 | 2004 FW26              | 17 de març de 2004   | Kitt Peak            | Spacewatch           |
| 235558 | 2004 FD51              | 18 de març de 2004   | Kitt Peak            | Spacewatch           |
| 235559 | 2004 FL92              | 18 de març de 2004   | Socorro              | LINEAR               |
| 235560 | 2004 FU98              | 19 de març de 2004   | Socorro              | LINEAR               |
| 235561 | 2004 FU158             | 18 de març de 2004   | Kitt Peak            | Spacewatch           |
| 235562 | 2004 GW1               | 11 d'abril de 2004   | Catalina             | CSS                  |
| 235563 | 2004 GE12              | 13 d'abril de 2004   | Siding Spring        | Siding Spring Survey |
| 235564 | 2004 GS17              | 12 d'abril de 2004   | Kitt Peak            | Spacewatch           |
| 235565 | 2004 GU39              | 15 d'abril de 2004   | Siding Spring        | Siding Spring Survey |
| 235566 | 2004 GP73              | 14 d'abril de 2004   | Bergisch Gladbac     | W. Bickel            |
| 235567 | 2004 HK15              | 16 d'abril de 2004   | Kitt Peak            | Spacewatch           |
| 235568 | 2004 HN33              | 16 d'abril de 2004   | Socorro              | LINEAR               |
| 235569 | 2004 HC53              | 25 d'abril de 2004   | Catalina             | CSS                  |
| 235570 | 2004 HW55              | 24 d'abril de 2004   | Socorro              | LINEAR               |
| 235571 | 2004 JC35              | 15 de maig de 2004   | Socorro              | LINEAR               |
| 235572 | 2004 JN45              | 11 de maig de 2004   | Anderson Mesa        | LONEOS               |
| 235573 | 2004 KB8               | 21 de maig de 2004   | Socorro              | LINEAR               |
| 235574 | 2004 KO8               | 18 de maig de 2004   | Socorro              | LINEAR               |
| 235575 | 2004 KP10              | 22 de maig de 2004   | Socorro              | LINEAR               |
| 235576 | 2004 LN18              | 12 de juny de 2004   | Palomar              | NEAT                 |
| 235577 | 2004 LO28              | 14 de juny de 2004   | Kitt Peak            | Spacewatch           |
| 235578 | 2004 MP2               | 18 de juny de 2004   | Socorro              | LINEAR               |
| 235579 | 2004 MR2               | 18 de juny de 2004   | Catalina             | CSS                  |
| 235580 | 2004 NX27              | 11 de juliol de 2004 | Socorro              | LINEAR               |
| 235581 | 2004 NB33              | 10 de juliol de 2004 | Palomar              | NEAT                 |
| 235582 | 2004 NP33              | 10 de juliol de 2004 | Catalina             | CSS                  |
| 235583 | 2004 OG7               | 16 de juliol de 2004 | Socorro              | LINEAR               |
| 235584 | 2004 OY12              | 16 de juliol de 2004 | Socorro              | LINEAR               |
| 235585 | 2004 PY1               | 6 d'agost de 2004    | Reedy Creek          | J. Broughton         |
| 235586 | 2004 PG3               | 3 d'agost de 2004    | Siding Spring        | Siding Spring Survey |
| 235587 | 2004 PD8               | 6 d'agost de 2004    | Palomar              | NEAT                 |
| 235588 | 2004 PF8               | 6 d'agost de 2004    | Palomar              | NEAT                 |
| 235589 | 2004 PC13              | 7 d'agost de 2004    | Palomar              | NEAT                 |
| 235590 | 2004 PS16              | 7 d'agost de 2004    | Siding Spring        | Siding Spring Survey |
| 235591 | 2004 PR25              | 8 d'agost de 2004    | Socorro              | LINEAR               |
| 235592 | 2004 PQ28              | 6 d'agost de 2004    | Palomar              | NEAT                 |
| 235593 | 2004 PZ28              | 6 d'agost de 2004    | Palomar              | NEAT                 |
| 235594 | 2004 PX40              | 9 d'agost de 2004    | Socorro              | LINEAR               |
| 235595 | 2004 PZ44              | 7 d'agost de 2004    | Palomar              | NEAT                 |
| 235596 | 2004 PP46              | 7 d'agost de 2004    | Campo Imperatore     | CINEOS               |
| 235597 | 2004 PJ49              | 8 d'agost de 2004    | Palomar              | NEAT                 |
| 235598 | 2004 PB50              | 8 d'agost de 2004    | Socorro              | LINEAR               |
| 235599 | 2004 PB52              | 8 d'agost de 2004    | Socorro              | LINEAR               |
| 235600 | 2004 PV55              | 8 d'agost de 2004    | Anderson Mesa        | LONEOS               |

## 235601-235700
| Nom    | Designació provisional | Data de descobriment   | Lloc de descobriment | Descobridor/s        |
| ------ | ---------------------- | ---------------------- | -------------------- | -------------------- |
| 235601 | 2004 PW56              | 9 d'agost de 2004      | Socorro              | LINEAR               |
| 235602 | 2004 PM59              | 9 d'agost de 2004      | Anderson Mesa        | LONEOS               |
| 235603 | 2004 PP60              | 9 d'agost de 2004      | Socorro              | LINEAR               |
| 235604 | 2004 PQ61              | 9 d'agost de 2004      | Socorro              | LINEAR               |
| 235605 | 2004 PN64              | 10 d'agost de 2004     | Socorro              | LINEAR               |
| 235606 | 2004 PA70              | 7 d'agost de 2004      | Palomar              | NEAT                 |
| 235607 | 2004 PA73              | 8 d'agost de 2004      | Socorro              | LINEAR               |
| 235608 | 2004 PC79              | 9 d'agost de 2004      | Socorro              | LINEAR               |
| 235609 | 2004 PQ81              | 10 d'agost de 2004     | Socorro              | LINEAR               |
| 235610 | 2004 PH92              | 12 d'agost de 2004     | Palomar              | NEAT                 |
| 235611 | 2004 PU99              | 11 d'agost de 2004     | Socorro              | LINEAR               |
| 235612 | 2004 PC101             | 11 d'agost de 2004     | Socorro              | LINEAR               |
| 235613 | 2004 PO102             | 12 d'agost de 2004     | Socorro              | LINEAR               |
| 235614 | 2004 PX103             | 12 d'agost de 2004     | Socorro              | LINEAR               |
| 235615 | 2004 PS104             | 13 d'agost de 2004     | Andrushivka          | Andrushivka          |
| 235616 | 2004 PV105             | 15 d'agost de 2004     | Siding Spring        | Siding Spring Survey |
| 235617 | 2004 PB106             | 15 d'agost de 2004     | Siding Spring        | Siding Spring Survey |
| 235618 | 2004 QU7               | 22 d'agost de 2004     | Bergisch Gladbac     | W. Bickel            |
| 235619 | 2004 QF27              | 19 d'agost de 2004     | Siding Spring        | Siding Spring Survey |
| 235620 | 2004 RQ2               | 5 de setembre de 2004  | Bergisch Gladbac     | W. Bickel            |
| 235621 | 2004 RK3               | 5 de setembre de 2004  | Klet                 | J. Ticha, M. Tichy   |
| 235622 | 2004 RU12              | 3 de setembre de 2004  | Anderson Mesa        | LONEOS               |
| 235623 | 2004 RV12              | 4 de setembre de 2004  | Needville            | Needville            |
| 235624 | 2004 RS13              | 6 de setembre de 2004  | Needville            | Needville            |
| 235625 | 2004 RH17              | 7 de setembre de 2004  | Kitt Peak            | Spacewatch           |
| 235626 | 2004 RO17              | 7 de setembre de 2004  | Socorro              | LINEAR               |
| 235627 | 2004 RN20              | 7 de setembre de 2004  | Kitt Peak            | Spacewatch           |
| 235628 | 2004 RJ32              | 7 de setembre de 2004  | Socorro              | LINEAR               |
| 235629 | 2004 RH33              | 7 de setembre de 2004  | Socorro              | LINEAR               |
| 235630 | 2004 RX38              | 7 de setembre de 2004  | Socorro              | LINEAR               |
| 235631 | 2004 RK40              | 7 de setembre de 2004  | Kitt Peak            | Spacewatch           |
| 235632 | 2004 RV49              | 8 de setembre de 2004  | Socorro              | LINEAR               |
| 235633 | 2004 RF52              | 8 de setembre de 2004  | Socorro              | LINEAR               |
| 235634 | 2004 RG52              | 8 de setembre de 2004  | Socorro              | LINEAR               |
| 235635 | 2004 RN65              | 8 de setembre de 2004  | Socorro              | LINEAR               |
| 235636 | 2004 RB68              | 8 de setembre de 2004  | Socorro              | LINEAR               |
| 235637 | 2004 RP70              | 8 de setembre de 2004  | Socorro              | LINEAR               |
| 235638 | 2004 RJ74              | 8 de setembre de 2004  | Socorro              | LINEAR               |
| 235639 | 2004 RR75              | 8 de setembre de 2004  | Socorro              | LINEAR               |
| 235640 | 2004 RS81              | 8 de setembre de 2004  | Socorro              | LINEAR               |
| 235641 | 2004 RL90              | 8 de setembre de 2004  | Socorro              | LINEAR               |
| 235642 | 2004 RM91              | 8 de setembre de 2004  | Socorro              | LINEAR               |
| 235643 | 2004 RP98              | 8 de setembre de 2004  | Socorro              | LINEAR               |
| 235644 | 2004 RO99              | 8 de setembre de 2004  | Socorro              | LINEAR               |
| 235645 | 2004 RE106             | 8 de setembre de 2004  | Palomar              | NEAT                 |
| 235646 | 2004 RD112             | 6 de setembre de 2004  | Palomar              | NEAT                 |
| 235647 | 2004 RH118             | 7 de setembre de 2004  | Kitt Peak            | Spacewatch           |
| 235648 | 2004 RA147             | 9 de setembre de 2004  | Socorro              | LINEAR               |
| 235649 | 2004 RK148             | 9 de setembre de 2004  | Socorro              | LINEAR               |
| 235650 | 2004 RP148             | 9 de setembre de 2004  | Socorro              | LINEAR               |
| 235651 | 2004 RB149             | 9 de setembre de 2004  | Socorro              | LINEAR               |
| 235652 | 2004 RW150             | 9 de setembre de 2004  | Socorro              | LINEAR               |
| 235653 | 2004 RC155             | 10 de setembre de 2004 | Socorro              | LINEAR               |
| 235654 | 2004 RO157             | 10 de setembre de 2004 | Socorro              | LINEAR               |
| 235655 | 2004 RR169             | 8 de setembre de 2004  | Socorro              | LINEAR               |
| 235656 | 2004 RB171             | 9 de setembre de 2004  | Socorro              | LINEAR               |
| 235657 | 2004 RJ172             | 9 de setembre de 2004  | Socorro              | LINEAR               |
| 235658 | 2004 RC180             | 10 de setembre de 2004 | Socorro              | LINEAR               |
| 235659 | 2004 RE181             | 10 de setembre de 2004 | Socorro              | LINEAR               |
| 235660 | 2004 RH191             | 10 de setembre de 2004 | Socorro              | LINEAR               |
| 235661 | 2004 RB221             | 11 de setembre de 2004 | Socorro              | LINEAR               |
| 235662 | 2004 RZ227             | 9 de setembre de 2004  | Kitt Peak            | Spacewatch           |
| 235663 | 2004 RG228             | 9 de setembre de 2004  | Kitt Peak            | Spacewatch           |
| 235664 | 2004 RY229             | 9 de setembre de 2004  | Kitt Peak            | Spacewatch           |
| 235665 | 2004 RJ230             | 9 de setembre de 2004  | Kitt Peak            | Spacewatch           |
| 235666 | 2004 RW231             | 9 de setembre de 2004  | Kitt Peak            | Spacewatch           |
| 235667 | 2004 RH239             | 10 de setembre de 2004 | Kitt Peak            | Spacewatch           |
| 235668 | 2004 RB244             | 10 de setembre de 2004 | Kitt Peak            | Spacewatch           |
| 235669 | 2004 RT245             | 10 de setembre de 2004 | Kitt Peak            | Spacewatch           |
| 235670 | 2004 RP250             | 13 de setembre de 2004 | Palomar              | NEAT                 |
| 235671 | 2004 RU253             | 6 de setembre de 2004  | Palomar              | NEAT                 |
| 235672 | 2004 RR259             | 10 de setembre de 2004 | Kitt Peak            | Spacewatch           |
| 235673 | 2004 RO264             | 10 de setembre de 2004 | Kitt Peak            | Spacewatch           |
| 235674 | 2004 RR279             | 15 de setembre de 2004 | Kitt Peak            | Spacewatch           |
| 235675 | 2004 RA282             | 15 de setembre de 2004 | Kitt Peak            | Spacewatch           |
| 235676 | 2004 RZ287             | 15 de setembre de 2004 | 7300                 | W. K. Y. Yeung       |
| 235677 | 2004 RN305             | 12 de setembre de 2004 | Socorro              | LINEAR               |
| 235678 | 2004 RY312             | 15 de setembre de 2004 | Kitt Peak            | Spacewatch           |
| 235679 | 2004 RL313             | 15 de setembre de 2004 | Kitt Peak            | Spacewatch           |
| 235680 | 2004 RD316             | 8 de setembre de 2004  | Bergisch Gladbac     | W. Bickel            |
| 235681 | 2004 RF333             | 15 de setembre de 2004 | Anderson Mesa        | LONEOS               |
| 235682 | 2004 RM333             | 15 de setembre de 2004 | Anderson Mesa        | LONEOS               |
| 235683 | 2004 RT336             | 15 de setembre de 2004 | Kitt Peak            | Spacewatch           |
| 235684 | 2004 RO337             | 15 de setembre de 2004 | Kitt Peak            | Spacewatch           |
| 235685 | 2004 SR12              | 17 de setembre de 2004 | Socorro              | LINEAR               |
| 235686 | 2004 SG13              | 17 de setembre de 2004 | Anderson Mesa        | LONEOS               |
| 235687 | 2004 SU15              | 17 de setembre de 2004 | Anderson Mesa        | LONEOS               |
| 235688 | 2004 SM17              | 17 de setembre de 2004 | Anderson Mesa        | LONEOS               |
| 235689 | 2004 SL20              | 17 de setembre de 2004 | Desert Eagle         | W. K. Y. Yeung       |
| 235690 | 2004 SR22              | 17 de setembre de 2004 | Anderson Mesa        | LONEOS               |
| 235691 | 2004 SE24              | 17 de setembre de 2004 | Kitt Peak            | Spacewatch           |
| 235692 | 2004 SP25              | 20 de setembre de 2004 | Goodricke-Pigott     | R. A. Tucker         |
| 235693 | 2004 SL31              | 17 de setembre de 2004 | Socorro              | LINEAR               |
| 235694 | 2004 SB32              | 17 de setembre de 2004 | Socorro              | LINEAR               |
| 235695 | 2004 SR32              | 17 de setembre de 2004 | Socorro              | LINEAR               |
| 235696 | 2004 SO39              | 17 de setembre de 2004 | Socorro              | LINEAR               |
| 235697 | 2004 SP51              | 17 de setembre de 2004 | Socorro              | LINEAR               |
| 235698 | 2004 TY4               | 4 d'octubre de 2004    | Kitt Peak            | Spacewatch           |
| 235699 | 2004 TP5               | 5 d'octubre de 2004    | Kitt Peak            | Spacewatch           |
| 235700 | 2004 TR13              | 10 d'octubre de 2004   | Haleakala            | NEAT                 |

## 235701-235800
| Nom    | Designació provisional | Data de descobriment   | Lloc de descobriment | Descobridor/s        |
| ------ | ---------------------- | ---------------------- | -------------------- | -------------------- |
| 235701 | 2004 TO32              | 4 d'octubre de 2004    | Kitt Peak            | Spacewatch           |
| 235702 | 2004 TB44              | 4 d'octubre de 2004    | Kitt Peak            | Spacewatch           |
| 235703 | 2004 TC45              | 4 d'octubre de 2004    | Kitt Peak            | Spacewatch           |
| 235704 | 2004 TN48              | 4 d'octubre de 2004    | Kitt Peak            | Spacewatch           |
| 235705 | 2004 TT49              | 4 d'octubre de 2004    | Kitt Peak            | Spacewatch           |
| 235706 | 2004 TW50              | 4 d'octubre de 2004    | Kitt Peak            | Spacewatch           |
| 235707 | 2004 TE55              | 4 d'octubre de 2004    | Kitt Peak            | Spacewatch           |
| 235708 | 2004 TD56              | 4 d'octubre de 2004    | Kitt Peak            | Spacewatch           |
| 235709 | 2004 TV59              | 5 d'octubre de 2004    | Kitt Peak            | Spacewatch           |
| 235710 | 2004 TQ66              | 5 d'octubre de 2004    | Anderson Mesa        | LONEOS               |
| 235711 | 2004 TL69              | 5 d'octubre de 2004    | Anderson Mesa        | LONEOS               |
| 235712 | 2004 TH96              | 5 d'octubre de 2004    | Kitt Peak            | Spacewatch           |
| 235713 | 2004 TZ102             | 6 d'octubre de 2004    | Palomar              | NEAT                 |
| 235714 | 2004 TD112             | 7 d'octubre de 2004    | Palomar              | NEAT                 |
| 235715 | 2004 TG122             | 7 d'octubre de 2004    | Anderson Mesa        | LONEOS               |
| 235716 | 2004 TK124             | 7 d'octubre de 2004    | Socorro              | LINEAR               |
| 235717 | 2004 TQ127             | 7 d'octubre de 2004    | Socorro              | LINEAR               |
| 235718 | 2004 TH129             | 7 d'octubre de 2004    | Socorro              | LINEAR               |
| 235719 | 2004 TJ142             | 4 d'octubre de 2004    | Kitt Peak            | Spacewatch           |
| 235720 | 2004 TS160             | 6 d'octubre de 2004    | Kitt Peak            | Spacewatch           |
| 235721 | 2004 TH161             | 6 d'octubre de 2004    | Kitt Peak            | Spacewatch           |
| 235722 | 2004 TJ164             | 6 d'octubre de 2004    | Kitt Peak            | Spacewatch           |
| 235723 | 2004 TT168             | 7 d'octubre de 2004    | Socorro              | LINEAR               |
| 235724 | 2004 TR169             | 7 d'octubre de 2004    | Socorro              | LINEAR               |
| 235725 | 2004 TF170             | 7 d'octubre de 2004    | Socorro              | LINEAR               |
| 235726 | 2004 TX171             | 8 d'octubre de 2004    | Socorro              | LINEAR               |
| 235727 | 2004 TL175             | 9 d'octubre de 2004    | Socorro              | LINEAR               |
| 235728 | 2004 TB188             | 7 d'octubre de 2004    | Kitt Peak            | Spacewatch           |
| 235729 | 2004 TQ205             | 7 d'octubre de 2004    | Kitt Peak            | Spacewatch           |
| 235730 | 2004 TY206             | 7 d'octubre de 2004    | Kitt Peak            | Spacewatch           |
| 235731 | 2004 TK220             | 6 d'octubre de 2004    | Socorro              | LINEAR               |
| 235732 | 2004 TC229             | 8 d'octubre de 2004    | Kitt Peak            | Spacewatch           |
| 235733 | 2004 TR237             | 9 d'octubre de 2004    | Socorro              | LINEAR               |
| 235734 | 2004 TJ244             | 7 d'octubre de 2004    | Kitt Peak            | Spacewatch           |
| 235735 | 2004 TU244             | 7 d'octubre de 2004    | Kitt Peak            | Spacewatch           |
| 235736 | 2004 TP250             | 8 d'octubre de 2004    | Palomar              | NEAT                 |
| 235737 | 2004 TH264             | 9 d'octubre de 2004    | Kitt Peak            | Spacewatch           |
| 235738 | 2004 TC265             | 9 d'octubre de 2004    | Kitt Peak            | Spacewatch           |
| 235739 | 2004 TF277             | 9 d'octubre de 2004    | Kitt Peak            | Spacewatch           |
| 235740 | 2004 TO283             | 8 d'octubre de 2004    | Kitt Peak            | Spacewatch           |
| 235741 | 2004 TH286             | 8 d'octubre de 2004    | Kitt Peak            | Spacewatch           |
| 235742 | 2004 TH297             | 11 d'octubre de 2004   | Palomar              | NEAT                 |
| 235743 | 2004 TU303             | 10 d'octubre de 2004   | Kitt Peak            | Spacewatch           |
| 235744 | 2004 TW306             | 10 d'octubre de 2004   | Socorro              | LINEAR               |
| 235745 | 2004 TS308             | 10 d'octubre de 2004   | Kitt Peak            | Spacewatch           |
| 235746 | 2004 TC312             | 11 d'octubre de 2004   | Kitt Peak            | Spacewatch           |
| 235747 | 2004 TY332             | 9 d'octubre de 2004    | Kitt Peak            | Spacewatch           |
| 235748 | 2004 TQ340             | 13 d'octubre de 2004   | Anderson Mesa        | LONEOS               |
| 235749 | 2004 TT348             | 7 d'octubre de 2004    | Kitt Peak            | Spacewatch           |
| 235750 | 2004 TU353             | 11 d'octubre de 2004   | Kitt Peak            | M. W. Buie           |
| 235751 | 2004 TM366             | 15 d'octubre de 2004   | Kitt Peak            | Spacewatch           |
| 235752 | 2004 TN366             | 4 d'octubre de 2004    | Kitt Peak            | Spacewatch           |
| 235753 | 2004 UZ2               | 18 d'octubre de 2004   | Socorro              | LINEAR               |
| 235754 | 2004 UP3               | 19 d'octubre de 2004   | Socorro              | LINEAR               |
| 235755 | 2004 US8               | 21 d'octubre de 2004   | Socorro              | LINEAR               |
| 235756 | 2004 VC                | 1 de novembre de 2004  | Siding Spring        | Siding Spring Survey |
| 235757 | 2004 VN2               | 3 de novembre de 2004  | Kitt Peak            | Spacewatch           |
| 235758 | 2004 VX3               | 3 de novembre de 2004  | Kitt Peak            | Spacewatch           |
| 235759 | 2004 VY3               | 3 de novembre de 2004  | Kitt Peak            | Spacewatch           |
| 235760 | 2004 VE5               | 3 de novembre de 2004  | Anderson Mesa        | LONEOS               |
| 235761 | 2004 VL7               | 3 de novembre de 2004  | Kitt Peak            | Spacewatch           |
| 235762 | 2004 VP7               | 3 de novembre de 2004  | Kitt Peak            | Spacewatch           |
| 235763 | 2004 VS8               | 3 de novembre de 2004  | Anderson Mesa        | LONEOS               |
| 235764 | 2004 VN11              | 3 de novembre de 2004  | Palomar              | NEAT                 |
| 235765 | 2004 VW11              | 3 de novembre de 2004  | Catalina             | CSS                  |
| 235766 | 2004 VV15              | 1 de novembre de 2004  | Palomar              | NEAT                 |
| 235767 | 2004 VK17              | 3 de novembre de 2004  | Kitt Peak            | Spacewatch           |
| 235768 | 2004 VV20              | 4 de novembre de 2004  | Catalina             | CSS                  |
| 235769 | 2004 VJ21              | 4 de novembre de 2004  | Catalina             | CSS                  |
| 235770 | 2004 VX22              | 4 de novembre de 2004  | Catalina             | CSS                  |
| 235771 | 2004 VC23              | 5 de novembre de 2004  | Campo Imperatore     | CINEOS               |
| 235772 | 2004 VZ23              | 4 de novembre de 2004  | Anderson Mesa        | LONEOS               |
| 235773 | 2004 VD24              | 5 de novembre de 2004  | Anderson Mesa        | LONEOS               |
| 235774 | 2004 VS29              | 3 de novembre de 2004  | Kitt Peak            | Spacewatch           |
| 235775 | 2004 VZ31              | 3 de novembre de 2004  | Kitt Peak            | Spacewatch           |
| 235776 | 2004 VR42              | 4 de novembre de 2004  | Kitt Peak            | Spacewatch           |
| 235777 | 2004 VU47              | 4 de novembre de 2004  | Kitt Peak            | Spacewatch           |
| 235778 | 2004 VA74              | 12 de novembre de 2004 | Catalina             | CSS                  |
| 235779 | 2004 VO75              | 4 de novembre de 2004  | Socorro              | LINEAR               |
| 235780 | 2004 VJ86              | 10 de novembre de 2004 | Kitt Peak            | Spacewatch           |
| 235781 | 2004 VT88              | 11 de novembre de 2004 | Kitt Peak            | Spacewatch           |
| 235782 | 2004 WH5               | 19 de novembre de 2004 | Socorro              | LINEAR               |
| 235783 | 2004 WT7               | 19 de novembre de 2004 | Catalina             | CSS                  |
| 235784 | 2004 WU9               | 30 de novembre de 2004 | Palomar              | NEAT                 |
| 235785 | 2004 WV10              | 19 de novembre de 2004 | Kitt Peak            | Spacewatch           |
| 235786 | 2004 XB2               | 1 de desembre de 2004  | Catalina             | CSS                  |
| 235787 | 2004 XZ2               | 2 de desembre de 2004  | Catalina             | CSS                  |
| 235788 | 2004 XP6               | 2 de desembre de 2004  | Kitt Peak            | Spacewatch           |
| 235789 | 2004 XY9               | 2 de desembre de 2004  | Catalina             | CSS                  |
| 235790 | 2004 XS11              | 7 de desembre de 2004  | Socorro              | LINEAR               |
| 235791 | 2004 XP12              | 8 de desembre de 2004  | Socorro              | LINEAR               |
| 235792 | 2004 XS12              | 8 de desembre de 2004  | Socorro              | LINEAR               |
| 235793 | 2004 XZ13              | 9 de desembre de 2004  | Catalina             | CSS                  |
| 235794 | 2004 XD14              | 9 de desembre de 2004  | Kitt Peak            | Spacewatch           |
| 235795 | 2004 XP18              | 8 de desembre de 2004  | Socorro              | LINEAR               |
| 235796 | 2004 XH19              | 8 de desembre de 2004  | Socorro              | LINEAR               |
| 235797 | 2004 XS22              | 8 de desembre de 2004  | Socorro              | LINEAR               |
| 235798 | 2004 XJ23              | 8 de desembre de 2004  | Socorro              | LINEAR               |
| 235799 | 2004 XN23              | 8 de desembre de 2004  | Socorro              | LINEAR               |
| 235800 | 2004 XX24              | 9 de desembre de 2004  | Kitt Peak            | Spacewatch           |

## 235801-235900
| Nom    | Designació provisional | Data de descobriment   | Lloc de descobriment | Descobridor/s          |
| ------ | ---------------------- | ---------------------- | -------------------- | ---------------------- |
| 235801 | 2004 XT25              | 9 de desembre de 2004  | Catalina             | CSS                    |
| 235802 | 2004 XY33              | 11 de desembre de 2004 | Campo Imperatore     | CINEOS                 |
| 235803 | 2004 XE39              | 7 de desembre de 2004  | Socorro              | LINEAR                 |
| 235804 | 2004 XE43              | 10 de desembre de 2004 | Socorro              | LINEAR                 |
| 235805 | 2004 XH43              | 10 de desembre de 2004 | Socorro              | LINEAR                 |
| 235806 | 2004 XP44              | 2 de desembre de 2004  | Catalina             | CSS                    |
| 235807 | 2004 XH46              | 9 de desembre de 2004  | Kitt Peak            | Spacewatch             |
| 235808 | 2004 XY55              | 10 de desembre de 2004 | Kitt Peak            | Spacewatch             |
| 235809 | 2004 XJ58              | 10 de desembre de 2004 | Kitt Peak            | Spacewatch             |
| 235810 | 2004 XK58              | 10 de desembre de 2004 | Kitt Peak            | Spacewatch             |
| 235811 | 2004 XT58              | 10 de desembre de 2004 | Kitt Peak            | Spacewatch             |
| 235812 | 2004 XW60              | 12 de desembre de 2004 | Kitt Peak            | Spacewatch             |
| 235813 | 2004 XA66              | 2 de desembre de 2004  | Kitt Peak            | Spacewatch             |
| 235814 | 2004 XZ75              | 10 de desembre de 2004 | Kitt Peak            | Spacewatch             |
| 235815 | 2004 XS82              | 11 de desembre de 2004 | Kitt Peak            | Spacewatch             |
| 235816 | 2004 XB85              | 12 de desembre de 2004 | Kitt Peak            | Spacewatch             |
| 235817 | 2004 XN86              | 13 de desembre de 2004 | Kitt Peak            | Spacewatch             |
| 235818 | 2004 XB89              | 10 de desembre de 2004 | Campo Imperatore     | CINEOS                 |
| 235819 | 2004 XA92              | 11 de desembre de 2004 | Kitt Peak            | Spacewatch             |
| 235820 | 2004 XP92              | 11 de desembre de 2004 | Socorro              | LINEAR                 |
| 235821 | 2004 XD97              | 11 de desembre de 2004 | Kitt Peak            | Spacewatch             |
| 235822 | 2004 XJ102             | 11 de desembre de 2004 | Catalina             | CSS                    |
| 235823 | 2004 XH111             | 14 de desembre de 2004 | Catalina             | CSS                    |
| 235824 | 2004 XL124             | 10 de desembre de 2004 | Socorro              | LINEAR                 |
| 235825 | 2004 XK127             | 14 de desembre de 2004 | Socorro              | LINEAR                 |
| 235826 | 2004 XU130             | 14 de desembre de 2004 | Catalina             | CSS                    |
| 235827 | 2004 XL137             | 15 de desembre de 2004 | Socorro              | LINEAR                 |
| 235828 | 2004 XZ141             | 14 de desembre de 2004 | Kitt Peak            | Spacewatch             |
| 235829 | 2004 XE144             | 12 de desembre de 2004 | Socorro              | LINEAR                 |
| 235830 | 2004 XB152             | 15 de desembre de 2004 | Kitt Peak            | Spacewatch             |
| 235831 | 2004 XR160             | 14 de desembre de 2004 | Kitt Peak            | Spacewatch             |
| 235832 | 2004 XQ163             | 15 de desembre de 2004 | Kitt Peak            | Spacewatch             |
| 235833 | 2004 XS164             | 1 de desembre de 2004  | Socorro              | LINEAR                 |
| 235834 | 2004 XX164             | 1 de desembre de 2004  | Palomar              | NEAT                   |
| 235835 | 2004 XH184             | 10 de desembre de 2004 | Kitt Peak            | Spacewatch             |
| 235836 | 2004 XP191             | 11 de desembre de 2004 | Kitt Peak            | Spacewatch             |
| 235837 | 2004 YP1               | 19 de desembre de 2004 | Needville            | Needville              |
| 235838 | 2004 YF2               | 16 de desembre de 2004 | Kitt Peak            | Spacewatch             |
| 235839 | 2004 YH11              | 18 de desembre de 2004 | Mount Lemmon         | Mt. Lemmon Survey      |
| 235840 | 2004 YP11              | 18 de desembre de 2004 | Mount Lemmon         | Mt. Lemmon Survey      |
| 235841 | 2004 YC12              | 18 de desembre de 2004 | Mount Lemmon         | Mt. Lemmon Survey      |
| 235842 | 2004 YU23              | 18 de desembre de 2004 | Mount Lemmon         | Mt. Lemmon Survey      |
| 235843 | 2004 YD36              | 19 de desembre de 2004 | Mount Lemmon         | Mt. Lemmon Survey      |
| 235844 | 2004 YH36              | 20 de desembre de 2004 | Mount Lemmon         | Mt. Lemmon Survey      |
| 235845 | 2005 AL1               | 1 de gener de 2005     | Catalina             | CSS                    |
| 235846 | 2005 AY6               | 6 de gener de 2005     | Catalina             | CSS                    |
| 235847 | 2005 AX7               | 6 de gener de 2005     | Catalina             | CSS                    |
| 235848 | 2005 AC8               | 6 de gener de 2005     | Catalina             | CSS                    |
| 235849 | 2005 AE15              | 7 de gener de 2005     | Socorro              | LINEAR                 |
| 235850 | 2005 AN16              | 6 de gener de 2005     | Socorro              | LINEAR                 |
| 235851 | 2005 AF25              | 8 de gener de 2005     | Campo Imperatore     | CINEOS                 |
| 235852 | 2005 AX27              | 14 de gener de 2005    | Uccle                | E. W. Elst, T. Pauwels |
| 235853 | 2005 AJ28              | 13 de gener de 2005    | Catalina             | CSS                    |
| 235854 | 2005 AQ29              | 8 de gener de 2005     | Socorro              | LINEAR                 |
| 235855 | 2005 AO30              | 9 de gener de 2005     | Catalina             | CSS                    |
| 235856 | 2005 AV33              | 13 de gener de 2005    | Kitt Peak            | Spacewatch             |
| 235857 | 2005 AP35              | 13 de gener de 2005    | Socorro              | LINEAR                 |
| 235858 | 2005 AW37              | 13 de gener de 2005    | Kitt Peak            | Spacewatch             |
| 235859 | 2005 AE39              | 13 de gener de 2005    | Kitt Peak            | Spacewatch             |
| 235860 | 2005 AD42              | 15 de gener de 2005    | Catalina             | CSS                    |
| 235861 | 2005 AV42              | 15 de gener de 2005    | Socorro              | LINEAR                 |
| 235862 | 2005 AU44              | 15 de gener de 2005    | Kitt Peak            | Spacewatch             |
| 235863 | 2005 AY53              | 13 de gener de 2005    | Kitt Peak            | Spacewatch             |
| 235864 | 2005 AR57              | 15 de gener de 2005    | Catalina             | CSS                    |
| 235865 | 2005 AM58              | 15 de gener de 2005    | Socorro              | LINEAR                 |
| 235866 | 2005 AC61              | 15 de gener de 2005    | Kitt Peak            | Spacewatch             |
| 235867 | 2005 AS77              | 15 de gener de 2005    | Kitt Peak            | Spacewatch             |
| 235868 | 2005 AP80              | 15 de gener de 2005    | Kitt Peak            | Spacewatch             |
| 235869 | 2005 AH82              | 13 de gener de 2005    | Kitt Peak            | Spacewatch             |
| 235870 | 2005 BY6               | 16 de gener de 2005    | Socorro              | LINEAR                 |
| 235871 | 2005 BA10              | 16 de gener de 2005    | Socorro              | LINEAR                 |
| 235872 | 2005 BZ10              | 16 de gener de 2005    | Kitt Peak            | Spacewatch             |
| 235873 | 2005 BA13              | 17 de gener de 2005    | Socorro              | LINEAR                 |
| 235874 | 2005 BZ14              | 16 de gener de 2005    | Kitt Peak            | Spacewatch             |
| 235875 | 2005 BK16              | 16 de gener de 2005    | Socorro              | LINEAR                 |
| 235876 | 2005 BQ25              | 18 de gener de 2005    | Catalina             | CSS                    |
| 235877 | 2005 BW27              | 19 de gener de 2005    | Kitt Peak            | Spacewatch             |
| 235878 | 2005 BR29              | 31 de gener de 2005    | Socorro              | LINEAR                 |
| 235879 | 2005 BX34              | 16 de gener de 2005    | Mauna Kea            | C. Veillet             |
| 235880 | 2005 BM48              | 19 de gener de 2005    | Kitt Peak            | Spacewatch             |
| 235881 | 2005 CL2               | 1 de febrer de 2005    | Catalina             | CSS                    |
| 235882 | 2005 CM5               | 1 de febrer de 2005    | Kitt Peak            | Spacewatch             |
| 235883 | 2005 CV8               | 1 de febrer de 2005    | Catalina             | CSS                    |
| 235884 | 2005 CC9               | 1 de febrer de 2005    | Catalina             | CSS                    |
| 235885 | 2005 CK10              | 1 de febrer de 2005    | Kitt Peak            | Spacewatch             |
| 235886 | 2005 CR23              | 2 de febrer de 2005    | Socorro              | LINEAR                 |
| 235887 | 2005 CB30              | 1 de febrer de 2005    | Kitt Peak            | Spacewatch             |
| 235888 | 2005 CM36              | 3 de febrer de 2005    | Socorro              | LINEAR                 |
| 235889 | 2005 CU43              | 2 de febrer de 2005    | Catalina             | CSS                    |
| 235890 | 2005 CG45              | 2 de febrer de 2005    | Catalina             | CSS                    |
| 235891 | 2005 CA49              | 2 de febrer de 2005    | Catalina             | CSS                    |
| 235892 | 2005 CB57              | 2 de febrer de 2005    | Catalina             | CSS                    |
| 235893 | 2005 CJ59              | 2 de febrer de 2005    | Palomar              | NEAT                   |
| 235894 | 2005 CD62              | 14 de febrer de 2005   | Mayhill              | A. Lowe                |
| 235895 | 2005 CR63              | 9 de febrer de 2005    | Anderson Mesa        | LONEOS                 |
| 235896 | 2005 CZ63              | 9 de febrer de 2005    | Anderson Mesa        | LONEOS                 |
| 235897 | 2005 CW68              | 4 de febrer de 2005    | Anderson Mesa        | LONEOS                 |
| 235898 | 2005 CL69              | 14 de febrer de 2005   | Kitt Peak            | Spacewatch             |
| 235899 | 2005 CY73              | 1 de febrer de 2005    | Kitt Peak            | Spacewatch             |
| 235900 | 2005 CY75              | 2 de febrer de 2005    | Catalina             | CSS                    |

## 235901-236000
| Nom            | Designació provisional | Data de descobriment | Lloc de descobriment | Descobridor/s        |
| -------------- | ---------------------- | -------------------- | -------------------- | -------------------- |
| 235901         | 2005 CV80              | 1 de febrer de 2005  | Catalina             | CSS                  |
| 235902         | 2005 DC                | 16 de febrer de 2005 | Sandlot              | G. Hug               |
| 235903         | 2005 EG                | 1 de març de 2005    | Socorro              | LINEAR               |
| 235904         | 2005 EZ3               | 1 de març de 2005    | Kitt Peak            | Spacewatch           |
| 235905         | 2005 EV9               | 2 de març de 2005    | Kitt Peak            | Spacewatch           |
| 235906         | 2005 EH17              | 3 de març de 2005    | Kitt Peak            | Spacewatch           |
| 235907         | 2005 EJ19              | 3 de març de 2005    | Kitt Peak            | Spacewatch           |
| 235908         | 2005 EY22              | 3 de març de 2005    | Catalina             | CSS                  |
| 235909         | 2005 EA25              | 3 de març de 2005    | Catalina             | CSS                  |
| 235910         | 2005 EO25              | 3 de març de 2005    | Junk Bond            | Junk Bond            |
| 235911         | 2005 EM34              | 3 de març de 2005    | Catalina             | CSS                  |
| 235912         | 2005 EL36              | 4 de març de 2005    | Catalina             | CSS                  |
| 235913         | 2005 EU39              | 1 de març de 2005    | Kitt Peak            | Spacewatch           |
| 235914         | 2005 EL43              | 3 de març de 2005    | Kitt Peak            | Spacewatch           |
| 235915         | 2005 EO44              | 3 de març de 2005    | Kitt Peak            | Spacewatch           |
| 235916         | 2005 EF45              | 3 de març de 2005    | Catalina             | CSS                  |
| 235917         | 2005 EW45              | 3 de març de 2005    | Catalina             | CSS                  |
| 235918         | 2005 EH49              | 3 de març de 2005    | Catalina             | CSS                  |
| 235919         | 2005 EV51              | 3 de març de 2005    | Catalina             | CSS                  |
| 235920         | 2005 EY54              | 4 de març de 2005    | Kitt Peak            | Spacewatch           |
| 235921         | 2005 EN58              | 4 de març de 2005    | Kitt Peak            | Spacewatch           |
| 235922         | 2005 ET67              | 4 de març de 2005    | Mount Lemmon         | Mt. Lemmon Survey    |
| 235923         | 2005 EZ71              | 2 de març de 2005    | Anderson Mesa        | LONEOS               |
| 235924         | 2005 EF84              | 4 de març de 2005    | Catalina             | CSS                  |
| 235925         | 2005 EA96              | 3 de març de 2005    | Catalina             | CSS                  |
| 235926         | 2005 EL97              | 3 de març de 2005    | Catalina             | CSS                  |
| 235927         | 2005 EL100             | 3 de març de 2005    | Catalina             | CSS                  |
| 235928         | 2005 EO101             | 3 de març de 2005    | Catalina             | CSS                  |
| 235929         | 2005 EX101             | 3 de març de 2005    | Kitt Peak            | Spacewatch           |
| 235930         | 2005 EO104             | 4 de març de 2005    | Mount Lemmon         | Mt. Lemmon Survey    |
| 235931         | 2005 EU113             | 4 de març de 2005    | Catalina             | CSS                  |
| 235932         | 2005 EE116             | 4 de març de 2005    | Mount Lemmon         | Mt. Lemmon Survey    |
| 235933         | 2005 EP119             | 7 de març de 2005    | Socorro              | LINEAR               |
| 235934         | 2005 EA120             | 8 de març de 2005    | Kitt Peak            | Spacewatch           |
| 235935         | 2005 EO126             | 8 de març de 2005    | Mount Lemmon         | Mt. Lemmon Survey    |
| 235936         | 2005 EJ127             | 9 de març de 2005    | Kitt Peak            | Spacewatch           |
| 235937         | 2005 EY132             | 9 de març de 2005    | Catalina             | CSS                  |
| 235938         | 2005 EZ135             | 9 de març de 2005    | Anderson Mesa        | LONEOS               |
| 235939         | 2005 EC137             | 9 de març de 2005    | Mount Lemmon         | Mt. Lemmon Survey    |
| 235940         | 2005 EA139             | 9 de març de 2005    | Mount Lemmon         | Mt. Lemmon Survey    |
| 235941         | 2005 EP139             | 9 de març de 2005    | Mount Lemmon         | Mt. Lemmon Survey    |
| 235942         | 2005 EU139             | 9 de març de 2005    | Mount Lemmon         | Mt. Lemmon Survey    |
| 235943         | 2005 EF141             | 10 de març de 2005   | Catalina             | CSS                  |
| 235944         | 2005 EH143             | 10 de març de 2005   | Catalina             | CSS                  |
| 235945         | 2005 EV143             | 10 de març de 2005   | Mount Lemmon         | Mt. Lemmon Survey    |
| 235946         | 2005 EY145             | 10 de març de 2005   | Mount Lemmon         | Mt. Lemmon Survey    |
| 235947         | 2005 ET147             | 10 de març de 2005   | Kitt Peak            | Spacewatch           |
| 235948         | 2005 EW156             | 9 de març de 2005    | Socorro              | LINEAR               |
| 235949         | 2005 EE159             | 9 de març de 2005    | Mount Lemmon         | Mt. Lemmon Survey    |
| 235950         | 2005 EY159             | 9 de març de 2005    | Mount Lemmon         | Mt. Lemmon Survey    |
| 235951         | 2005 EL160             | 9 de març de 2005    | Mount Lemmon         | Mt. Lemmon Survey    |
| 235952         | 2005 EX165             | 11 de març de 2005   | Kitt Peak            | Spacewatch           |
| 235953         | 2005 EN176             | 8 de març de 2005    | Socorro              | LINEAR               |
| 235954         | 2005 EX180             | 9 de març de 2005    | Mount Lemmon         | Mt. Lemmon Survey    |
| 235955         | 2005 EW183             | 9 de març de 2005    | Mount Lemmon         | Mt. Lemmon Survey    |
| 235956         | 2005 ET188             | 10 de març de 2005   | Mount Lemmon         | Mt. Lemmon Survey    |
| 235957         | 2005 EP194             | 11 de març de 2005   | Mount Lemmon         | Mt. Lemmon Survey    |
| 235958         | 2005 ET194             | 11 de març de 2005   | Mount Lemmon         | Mt. Lemmon Survey    |
| 235959         | 2005 EO203             | 11 de març de 2005   | Kitt Peak            | Spacewatch           |
| 235960         | 2005 EJ204             | 11 de març de 2005   | Kitt Peak            | Spacewatch           |
| 235961         | 2005 EX205             | 13 de març de 2005   | Catalina             | CSS                  |
| 235962         | 2005 ER216             | 8 de març de 2005    | Mount Lemmon         | Mt. Lemmon Survey    |
| 235963         | 2005 EU216             | 8 de març de 2005    | Socorro              | LINEAR               |
| 235964         | 2005 EX217             | 9 de març de 2005    | Mount Lemmon         | Mt. Lemmon Survey    |
| 235965         | 2005 EG218             | 9 de març de 2005    | Kitt Peak            | Spacewatch           |
| 235966         | 2005 EB220             | 10 de març de 2005   | Siding Spring        | Siding Spring Survey |
| 235967         | 2005 EK221             | 11 de març de 2005   | Mount Lemmon         | Mt. Lemmon Survey    |
| 235968         | 2005 EY236             | 11 de març de 2005   | Kitt Peak            | Spacewatch           |
| 235969         | 2005 EK239             | 11 de març de 2005   | Kitt Peak            | Spacewatch           |
| 235970         | 2005 EH240             | 11 de març de 2005   | Kitt Peak            | Spacewatch           |
| 235971         | 2005 EE248             | 12 de març de 2005   | Kitt Peak            | Spacewatch           |
| 235972         | 2005 EH250             | 14 de març de 2005   | Mount Lemmon         | Mt. Lemmon Survey    |
| 235973         | 2005 EJ250             | 15 de març de 2005   | Catalina             | CSS                  |
| 235974         | 2005 EL256             | 11 de març de 2005   | Mount Lemmon         | Mt. Lemmon Survey    |
| 235975         | 2005 EX257             | 11 de març de 2005   | Mount Lemmon         | Mt. Lemmon Survey    |
| 235976         | 2005 EA260             | 11 de març de 2005   | Kitt Peak            | Spacewatch           |
| 235977         | 2005 ER260             | 12 de març de 2005   | Kitt Peak            | Spacewatch           |
| 235978         | 2005 ER262             | 13 de març de 2005   | Kitt Peak            | Spacewatch           |
| 235979         | 2005 EJ269             | 15 de març de 2005   | Mount Lemmon         | Mt. Lemmon Survey    |
| 235980         | 2005 EA272             | 10 de març de 2005   | Anderson Mesa        | LONEOS               |
| 235981         | 2005 EM282             | 10 de març de 2005   | Mount Lemmon         | Mt. Lemmon Survey    |
| 235982         | 2005 EE293             | 10 de març de 2005   | Catalina             | CSS                  |
| 235983         | 2005 EH306             | 4 de març de 2005    | Mount Lemmon         | Mt. Lemmon Survey    |
| 235984         | 2005 ET315             | 11 de març de 2005   | Kitt Peak            | Spacewatch           |
| 235985         | 2005 ER317             | 12 de març de 2005   | Kitt Peak            | M. W. Buie           |
| 235986         | 2005 EY326             | 3 de març de 2005    | Kitt Peak            | Spacewatch           |
| 235987         | 2005 ET327             | 11 de març de 2005   | Mount Lemmon         | Mt. Lemmon Survey    |
| 235988         | 2005 EJ330             | 2 de març de 2005    | Catalina             | CSS                  |
| 235989         | 2005 EO330             | 15 de març de 2005   | Catalina             | CSS                  |
| 235990 Laennec | 2005 FP2               | 16 de març de 2005   | Saint-Sulpice        | B. Christophe        |
| 235991         | 2005 FD7               | 31 de març de 2005   | Anderson Mesa        | LONEOS               |
| 235992         | 2005 FC10              | 17 de març de 2005   | Kitt Peak            | Spacewatch           |
| 235993         | 2005 FQ12              | 16 de març de 2005   | Catalina             | CSS                  |
| 235994         | 2005 GY1               | 1 d'abril de 2005    | Catalina             | CSS                  |
| 235995         | 2005 GA9               | 1 d'abril de 2005    | Kitt Peak            | Spacewatch           |
| 235996         | 2005 GF9               | 2 d'abril de 2005    | Bergisch Gladbac     | W. Bickel            |
| 235997         | 2005 GQ18              | 2 d'abril de 2005    | Goodricke-Pigott     | R. A. Tucker         |
| 235998         | 2005 GZ21              | 4 d'abril de 2005    | Catalina             | CSS                  |
| 235999         | 2005 GA22              | 4 d'abril de 2005    | San Marcello         | San Marcello         |
| 236000         | 2005 GK22              | 4 d'abril de 2005    | Catalina             | CSS                  |